# Naumburg (Saale)

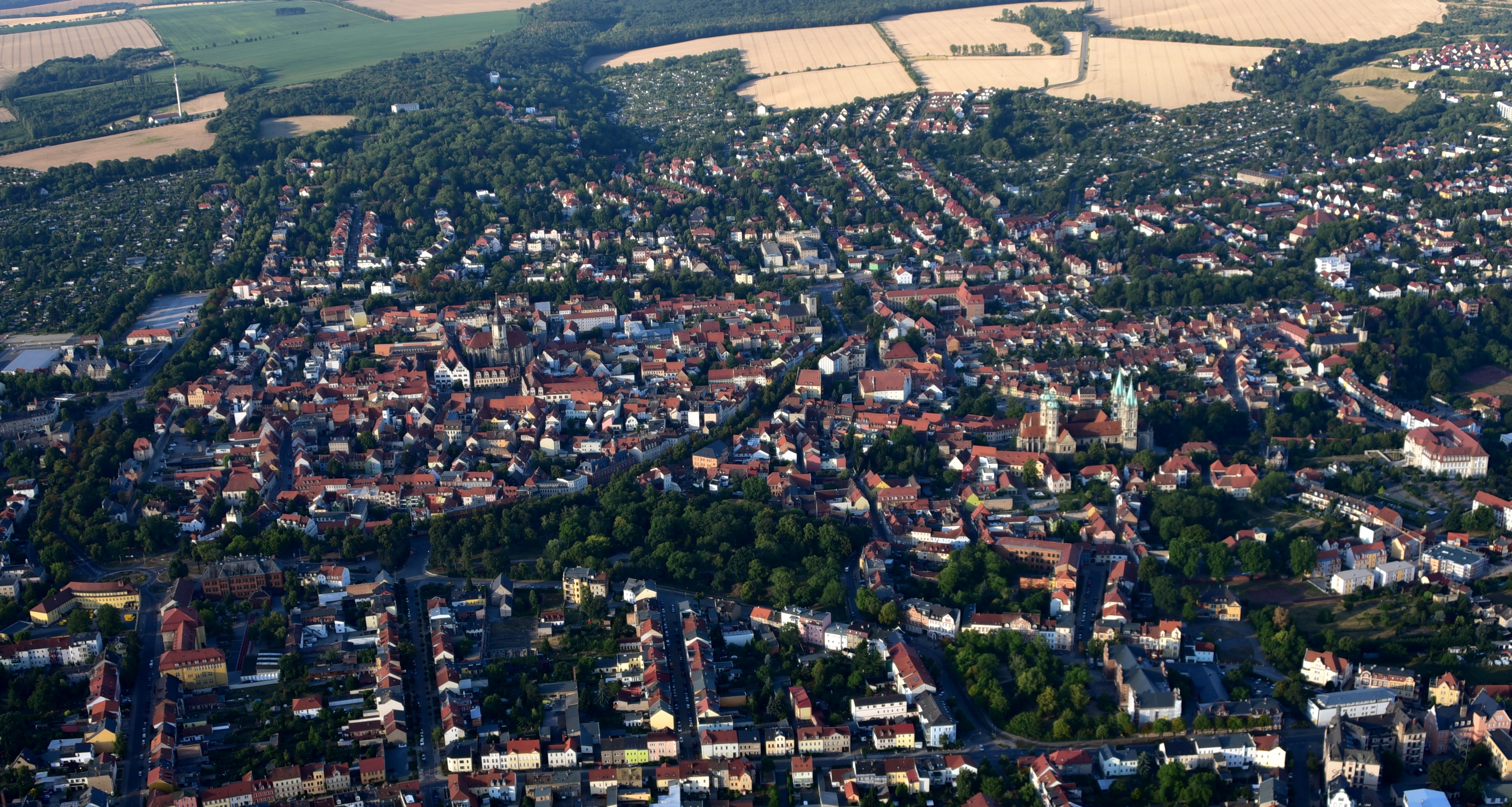
Ratsstadt links, Bischofsstadt mit Dom rechts, Luftaufnahme (2018)

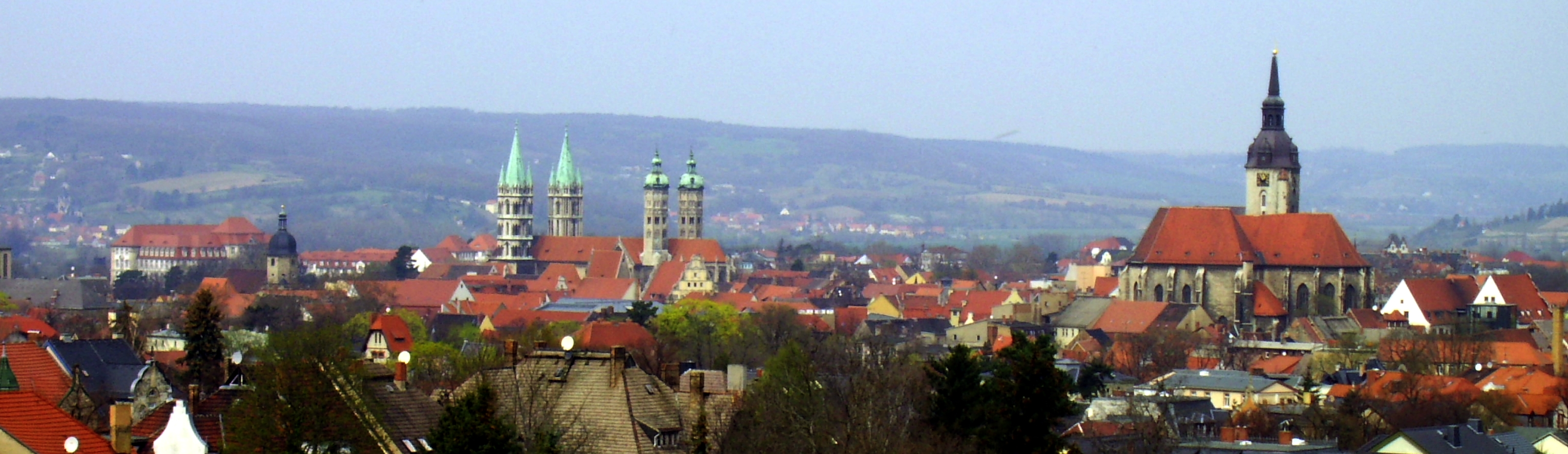
Teilpanorama der Altstadt von Naumburg

Naumburg (Saale) ist eine Mittelstadt im Süden Sachsen-Anhalts. Naumburg ist Verwaltungssitz des Burgenlandkreises und Mittelpunkt des nördlichsten deutschen Qualitätswein-Anbaugebietes Saale-Unstrut. Die Stadt ist ein Knotenpunkt im deutschen Schienennetz. Sie ist geprägt durch eine reichhaltige, fast 1000-jährige Geschichte, insbesondere als historischer Sitz des Bistums Naumburg. Wahrzeichen ist der Naumburger Dom in der mittelalterlichen Altstadt, der seit dem 1. Juli 2018 zum UNESCO-Weltkulturerbe gehört. Naumburg ist ein staatlich anerkannter Erholungsort.

## Geografie

### Überblick

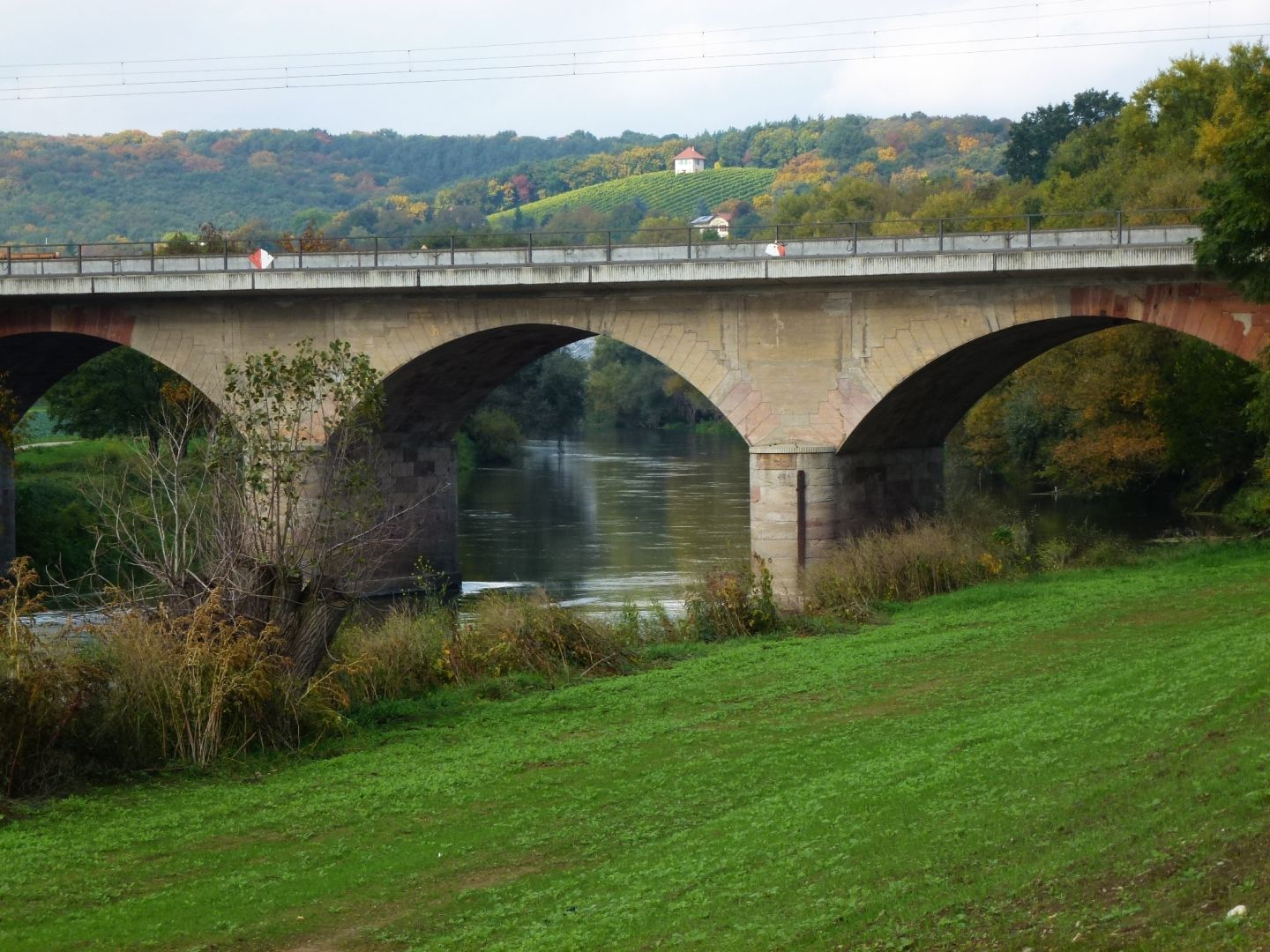
Brücke der Thüringer Bahn über die Saale bei Naumburg

Naumburg liegt im Süden Sachsen-Anhalts nahe der Grenze zu Thüringen, 39 km südlich von Halle und 30 km nördlich von Jena. Südwestlich des Randes der Leipziger Tieflandbucht gelegen, gehört die Stadt mit einer Höhe von 130 m über NHN schon zur Mittelgebirgsregion. Die Stadt ist vom hügeligen Weinanbaugebiet Saale-Unstrut umgeben und liegt im Naturpark Saale-Unstrut-Triasland. Das Klima in Naumburg ist außergewöhnlich mild, was den Weinbau an den Talhängen der Umgebung ermöglicht.
Die maximale Ost-West-Ausdehnung der Kernstadt beträgt etwa 6,5 km, die maximale Nord-Süd-Ausdehnung etwa 5,5 km.
Unmittelbar nördlich der Kernstadt Naumburgs mündet die aus Richtung Nordthüringen kommende Unstrut in die aus Richtung Fichtelgebirge kommende, sächsische Saale. Weitere Gewässer sind die Wethau im Osten und Südosten von Naumburg sowie kleinere Bäche.

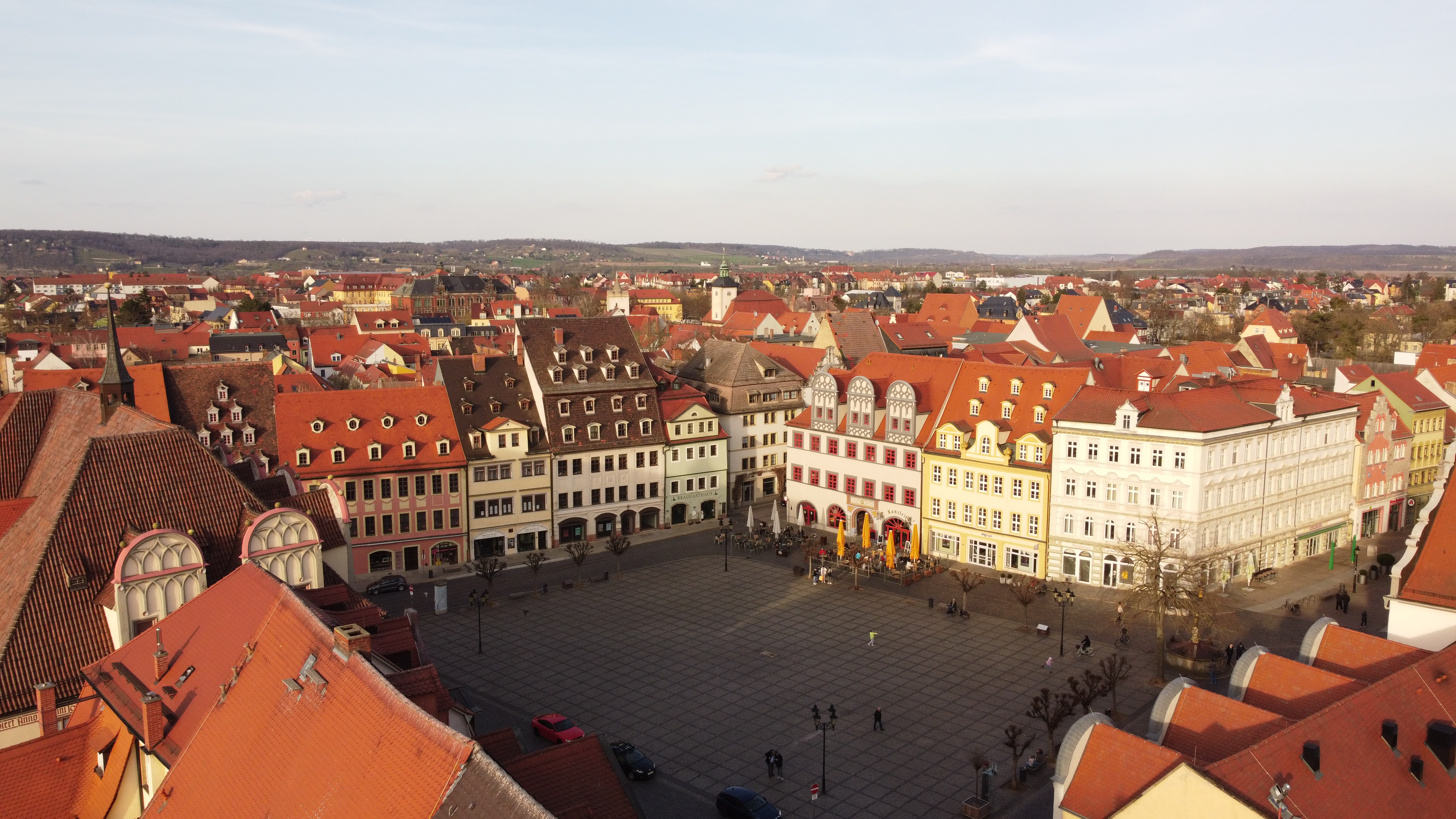
Luftaufnahme des Markts

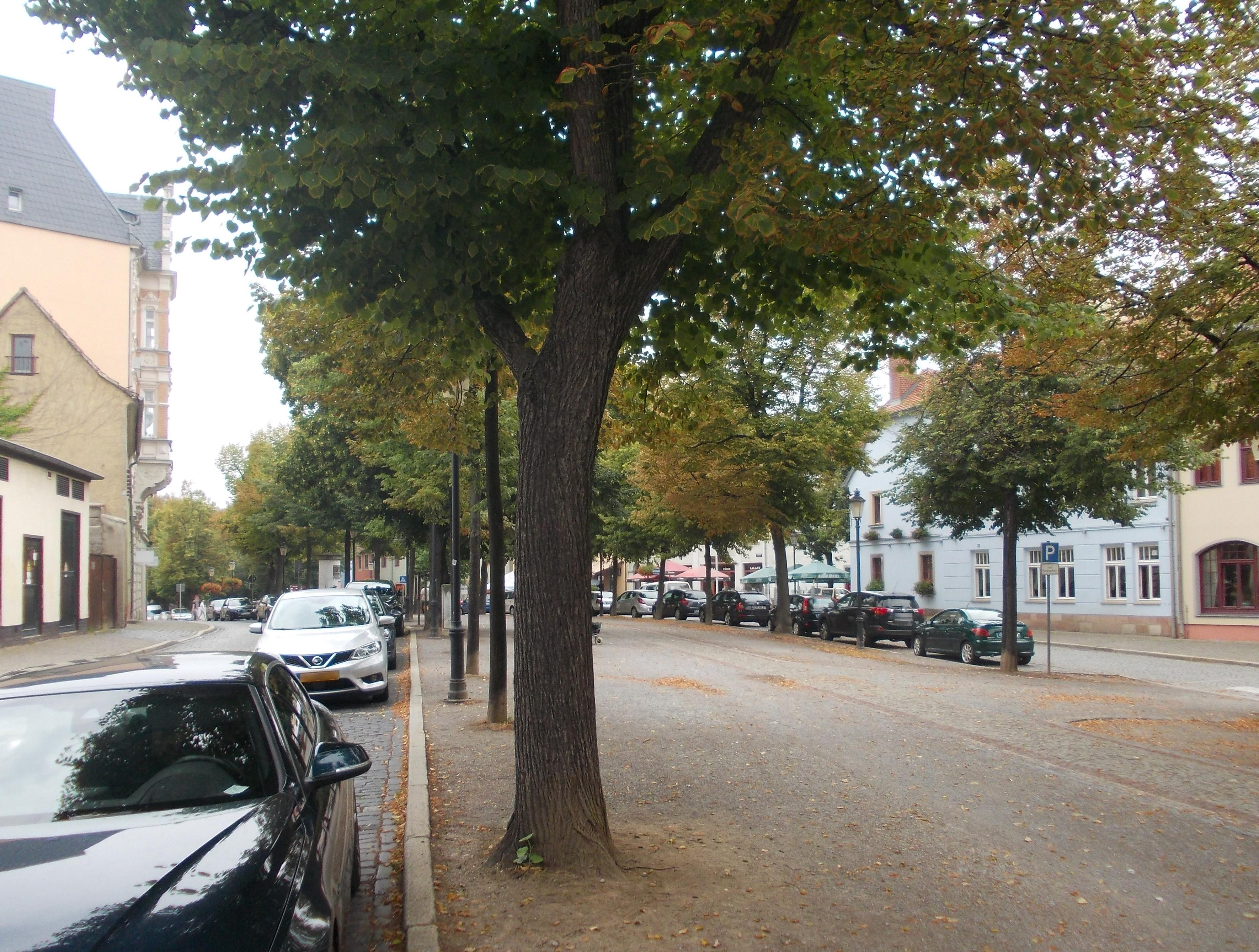
Allee Lindenring zwischen den zwei Altstadtkernen

### Stadtgliederung
Naumburg gliedert sich in eine Kernstadt mit ca. 25.000 Einwohnern und die eingemeindeten Umlanddörfer.
Die Altstadt entwickelte sich aus zwei mittelalterlichen Stadtkernen. Dabei bildeten sich zwei separate Hoheitsbereiche heraus: im Südosten die Rats- und Bürgerstadt, im Nordwesten durch die Vorgeschichte als Bischofssitz die Bischofsstadt. Zwischen den beiden verläuft heute eine Allee (Lindenring).
An die Altstadt schließen sich die Vorstädte aus der Zeit der Industrialisierung an. Durch Naumburgs Geschichte als ehemalige preußische Beamten-, Garnisons- und Anwaltsstadt sind vergleichsweise wenige Vorstädte als Arbeiterquartiere ausgebildet (z. B. nördlich der Altstadt). Stattdessen wurden bevorzugt Villen gebaut (z. B. im Bürgergartenviertel im Süden und in der östlichen Vorstadt).
Aus der Zeit der DDR gibt es ebenfalls nur kleinere Neubausiedlungen. Darunter zählen Teile der Naumburger Gartenstadt im Norden, die Völkerfreundschaft im Südosten unweit des Neuen Friedhofs sowie Teile der Siedlung Flemminger Weg.
Nach der Wende wurden wieder mehr Einfamilienhäuser in der Kernstadt gebaut, z. B. in der Naumburger Gartenstadt und in der Siedlung Flemminger Weg.
Zur Kernstadt gehören ebenfalls die mit ihr verschmolzenen Dörfer Almrich (früher Altenburg), Grochlitz sowie die vorgelagerten Dörfer Henne und Weinberge. Weiterhin besteht die Stadt Naumburg aus folgenden Umlanddörfern:
| Ortsteil         | Einwohner (Januar 2020) | Jahr der Eingemeindung |
| ---------------- | ----------------------- | ---------------------- |
| Bad Kösen        | 3.621                   | 2010                   |
| Beuditz          | 64                      | 1991                   |
| Boblas           | 165                     | 1991                   |
| Crölpa-Löbschütz | 140                     | 2010                   |
| Eulau            | 429                     | 1991                   |
| Flemmingen       | 452                     | 1992                   |
| Fränkenau        | 75                      | 2010                   |
| Freiroda         | 111                     | 2010                   |
| Großjena         | 465                     | 1994                   |
| Großwilsdorf     | 130                     | 1994                   |
| Hassenhausen     | 300                     | 1992 (Kösen) 2010      |
| Heiligenkreuz    | 144                     | 2010                   |
| Janisroda        | 155                     | 2010                   |
| Kleinheringen    | 60                      | 2010                   |
| Kleinjena        | 274                     | 1991                   |
| Kreipitzsch      | 46                      | 2010                   |

| Ortsteil      | Einwohner (Januar 2020) | Jahr der Eingemeindung |
| ------------- | ----------------------- | ---------------------- |
| Kukulau       | 66                      | 2010                   |
| Meyhen        | 160                     | 1991                   |
| Neidschütz    | 226                     | 1991                   |
| Neuflemmingen | 38                      | 1992                   |
| Neujanisroda  | 34                      | 2010                   |
| Prießnitz     | 294                     | 2010                   |
| Punschrau     | 169                     | 2010                   |
| Rödigen       | 19                      | 1991 (Kösen) 2010      |
| Roßbach       | 248                     | 1991                   |
| Saaleck       | 228                     | 2010                   |
| Schellsitz    | 187                     | 1950                   |
| Schieben      | 81                      | 2010                   |
| Schulpforte   | 126                     | 2010                   |
| Tultewitz     | 52                      | 2010                   |
| Wettaburg     | 86                      | 1991                   |

### Flächennutzung
Die folgende Grafik zeigt die Anteile der Flächennutzung auf dem Stadtgebiet aus dem Flächennutzungsplan 2025.

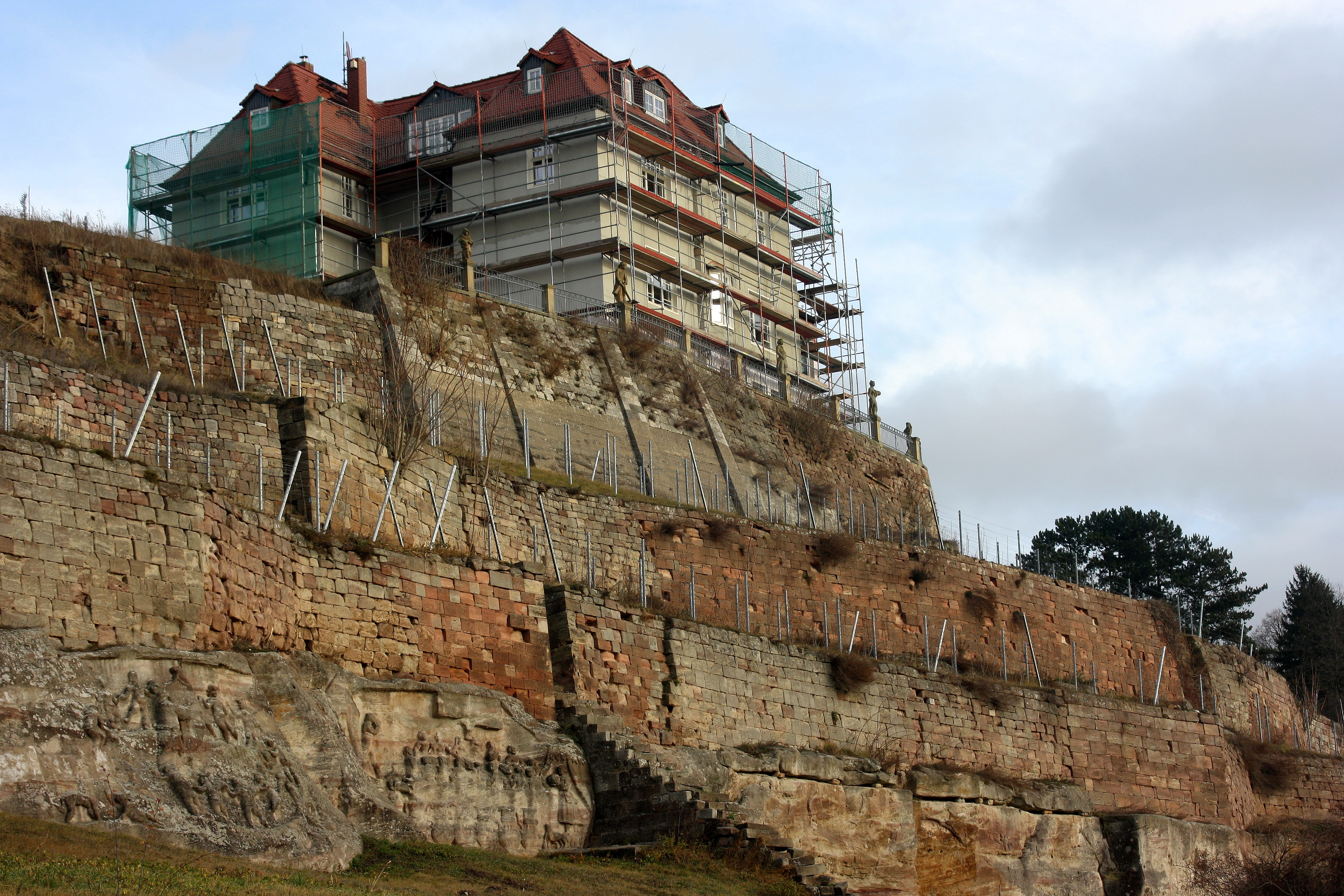
Mauern über künstlerisch behauenem Buntsandstein bei Großjena

### Geologie
Naumburg liegt regionalgeologisch im Saale-Unstrut-Triasland. Dieses wird geprägt durch einen Schichtstapel der triassischen Sedimentgesteine des Buntsandsteins, Muschelkalks und Keupers. Nachdem diese in der jüngeren Erdgeschichte gehoben wurden, erodierten die Flüsse Saale, Unstrut und Weichau ca. 50 bis 100 Meter tiefe Täler, in denen heute Auesedimente wie Auelehm und Flusskies anstehen. Da die Eintiefung der Täler nicht gleichmäßig stattfand und die Wasserführung der Flüsse nicht konstant über den Lauf der Zeit erfolgte, existieren in Naumburg Flussterrassen mit Flusskies ca. 30 m oberhalb der heutigen Talsohle. Auf einer solchen Terrasse liegt heute der Großteil der Kernstadt Naumburgs. An den Rändern der Täler finden sich bis heute unzählige Felsen aus den roten- und weißen Sandsteinen und Tonsteinen des Buntsandsteins und aus den graublauen Kalksteinen und Tonsteinen des Muschelkalks. Im Blütengrund bei Großjena existiert mit dem Steinernen Album eine im Stile des Barock behauene Sandsteinwand.

### Nachbargemeinden
Nachbargemeinden sind Freyburg (Unstrut) im Norden, Goseck im Nordosten, die Gemeinden Schönburg, Wethau und Mertendorf der Verbandsgemeinde Wethautal im Osten, Molauer Land im Süden, die Gemeinden Dornburg-Camburg des thüringischen Saale-Holzland-Kreises und Großheringen des thüringischen Landkreises Weimarer Land im Südwesten und die Gemeinden Lanitz-Hassel-Tal und Balgstädt der Verbandsgemeinde An der Finne im Westen.

## Klima
In der folgenden Tabelle sind die Klimadaten der Wetterstation Naumburg/Saale-Kreipitzsch aus der Periode 2018–2023 verzeichnet. Der jährliche Niederschlag beträgt 479 Millimeter. Naumburg liegt im Mitteldeutschen Trockengebiet.
|                       | Jan  | Feb | Mär | Apr  | Mai  | Jun  | Jul  | Aug  | Sep  | Okt  | Nov | Dez |   |      |
| Mittl. Tagesmax. (°C) | 4,2  | 7,3 | 9,2 | 14,7 | 18,4 | 24,5 | 24,9 | 20,3 | 15,2 | 16,1 | 8,5 | 5,3 | ⌀ | 14,1 |
| Mittl. Tagesmin. (°C) | −0,2 | 0,1 | 0,3 | 3,7  | 7,6  | 12,7 | 12,9 | 13,2 | 9,6  | 7,0  | 2,5 | 0,5 | ⌀ | 5,9  |
|                       |      |     |     |      |      |      |      |      |      |      |     |     |   |      |
| Niederschlag (mm)     | 37   | 38  | 29  | 29   | 51   | 30   | 48   | 70   | 53   | 39   | 24  | 31  | Σ | 479  |
|                       |      |     |     |      |      |      |      |      |      |      |     |     |   |      |
| Regentage (d)         | 18   | 14  | 15  | 11   | 12   | 11   | 10   | 13   | 11   | 13   | 13  | 16  | Σ | 157  |

| −0,2 |

| 0,1 |

| 0,3 |

| 3,7 |

| 7,6 |

| 12,7 |

| 12,9 |

| 13,2 |

| 9,6 |

| 7,0 |

| 2,5 |

| 0,5 |

| −0,2 |

| 0,1 |

| 0,3 |

| 3,7 |

| 7,6 |

| 12,7 |

| 12,9 |

| 13,2 |

| 9,6 |

| 7,0 |

| 2,5 |

| 0,5 |

## Geschichte

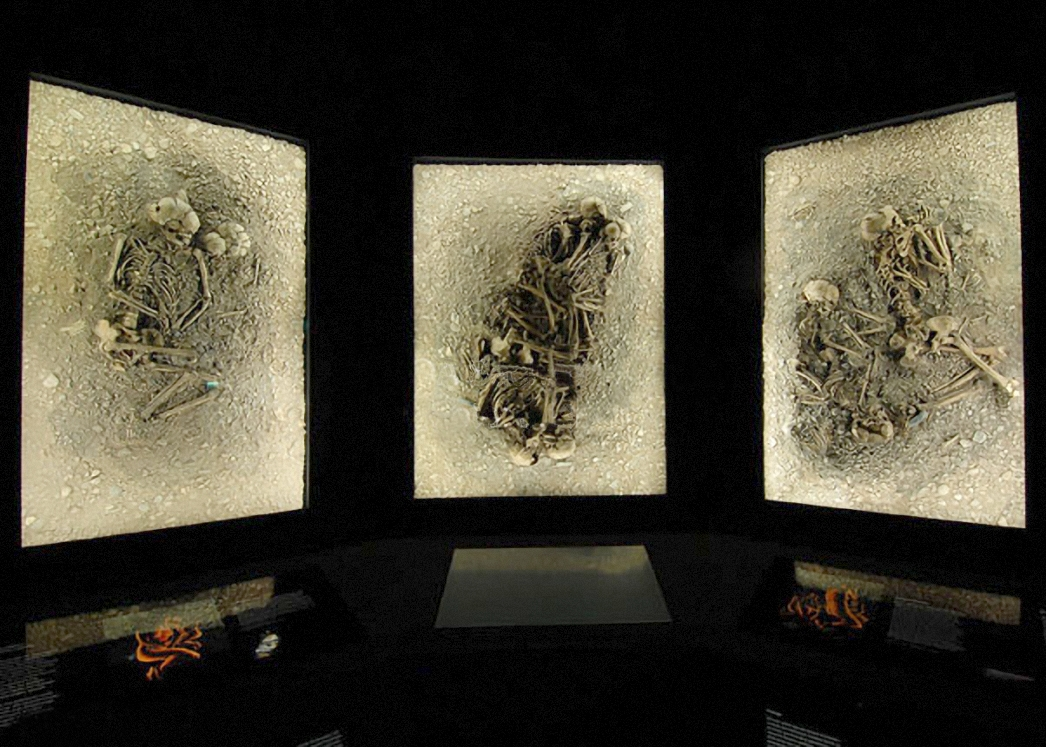
Familiengräber von Eulau

### Ur- und Frühgeschichte
Wie weite Teile Mitteleuropas wurde die Landschaft um Naumburg seit ca. siebeneinhalbtausend Jahren von wechselnden Kulturen der Jungsteinzeit, Bronzezeit und Eisenzeit besiedelt (siehe Ur- und Frühgeschichte Mitteleuropas). Von diesen Ur- und Frühgeschichte sind jedoch keine Schriftzeugnisse überliefert, sondern nur archäologische Funde. Nach dem heutigen Naumburg benannt ist dabei z. B. das bronzezeitliche Depot von Naumburg sowie die Kultur der Naumburger Gruppe aus der Eisenzeit von ca. 300 v. Chr. bis 60 v. Chr. Auf der Saale-Hochterrasse bei Eulau wurden im Jahre 2005 die Familiengräber von Eulau geborgen. Diese stellen den ältesten bekannten archäologischen Fund einer menschlichen Kernfamilie dar und stammen aus dem 3. Jahrtausend vor Christus. Zuständig für die Verwaltung dieser Funde ist heute das sachsen-anhaltische Landesamt für Denkmalpflege und Archäologie in Halle (Saale).

### Völkerwanderung
Zur Zeit der Völkerwanderung siedelten sich ab dem 4. Jahrhundert nach Christus germanische und slawische Stämme im Naumburger Raum an. Die Saale bildete später in der Region die ungefähre Grenze zwischen den deutschsprachigen Gebieten im Nordwesten und den slawischsprachigen im Südosten. Ab dem 9. Jahrhundert wurde ein Großteil der heute bestehenden Ortschaften um Naumburg gegründet. Vorwiegend östlich der Saale sind dabei die einst slawischen Siedlungen an ihren bis heute überdauernden Ortsnamen erkennbar (z. B. Scheiplitz, Gröbitz, Neidschütz, Zeitz). Im Zuge der Hochmittelalterlichen Ostsiedlung breiteten sich deutsche Siedler über die Saale weiter nach Osteuropa aus und verdrängten, bzw. assimilierten die früheren slawischen Bewohner.

### Mittelalter

#### Erste urkundliche Erwähnungen und Bischofssitz
Naumburg wurde erstmals 1012 urkundlich erwähnt, als an der Kreuzung zweier Handelsstraßen die neue Burg der Ekkehardiner, der Markgrafen von Meißen, entstand. 1021 wird in der Merseburger Bischofschronik von der kurz zuvor erfolgten Neugründung einer Propstei an der Stelle des späteren Naumburger Doms berichtet.
Durch Betreiben der Ekkehardiner gab 1028 Papst Johannes XIX. seine Zustimmung zur Verlegung des Bistumsitzes von Zeitz nach Naumburg. Bis zur Umsetzung der Reformation in der Stadt 1568 war Naumburg Bischofssitz der Bischöfe des Bistums Naumburg-Zeitz, wobei ab dem 13. Jahrhundert die Bischöfe wieder meist in Zeitz residierten und lebten. Letzter Bischof war Julius von Pflug, der in Zeitz starb und auch dort beerdigt ist. Auf das Jahr 1030 datiert ist die Gründung der Domschule. Seit 1144 wurde Naumburg Stadt genannt.

#### Klöster und Dörfer
Das Bistum Naumburg-Zeitz belehnte seinen Besitz an die Klöster der Region. In und um Naumburg waren dies insbesondere das Kloster Pforta sowie das Moritzkloster und das Georgenkloster am Ort. Die Klöster verwalteten sogenannte Vorwerke, Meierhöfe und diverse Dörfer auf dem Stadtgebiet von Naumburg.

#### Zwischen Mittelalter und Neuzeit
Im Frühmittelalter gab es mehr Dörfer um Naumburg als heute. Teils sind diese durch die wirtschaftlichen Aktivitäten der Klöster verlassen worden, teils mussten sie auf Grund klimatischer Veränderungen und dem damit einhergehenden Versiegen von Wasserquellen aufgegeben werden (siehe Wüstung).
Aus frühmittelalterlicher Zeit sind um Naumburg die folgenden Dorfstellen überliefert. Auf dem Gelände des Reußenplatzes lag das Slawendorf Reußen, benannt nach einem Luchshain. Im heutigen Gewerbegebiet Steinkreuzweg gab es das Dorf Wichowe, dessen Name sich bis heute in der neueren Siedlung Weichau und dem Weichaugrund wiederfinden lässt. Auf der Hochfläche südlich der Kernstadt lag auf der Südostecke des Buchholzes das Dorf Roda, auch das Rödchen genannt. Der heutige Ortsteil Flemmingen ist mit den Jahren über die Ruinen des benachbarten, alten Slawendorfes Tribun gewachsen. Im Mordthal bei Bad Kösen lagen die kleinen Dörfer Scolowe und Kazenrode, letzteres ist vermutlich nach Kazo, der Kurzform des Naumburger Bischofs Kadeloh benannt. Außerdem gab es an der Saale im Westen zwei Dörfer namens Cösen und Lochwitz, die durch die wirtschaftlichen Aktivitäten des Klosters Pfortas aufgegeben werden mussten und aus deren Ruinen später der Kurort Bad Kösen wuchs. Kloster Pforta wurde in seiner Frühzeit neben Bauernsiedlung Pforta gegründet, die ebenfalls nicht mehr existiert.
Im Zuge des Baus der Ortsumfahrung Bad Kösens wurde 2018 die Wüstung Neschwitz entdeckt.
Zuletzt gab es eine unbekannte Wüstung auf dem Gelände des heutigen Bürgergartenviertels, deren Name jedoch nicht überliefert ist.

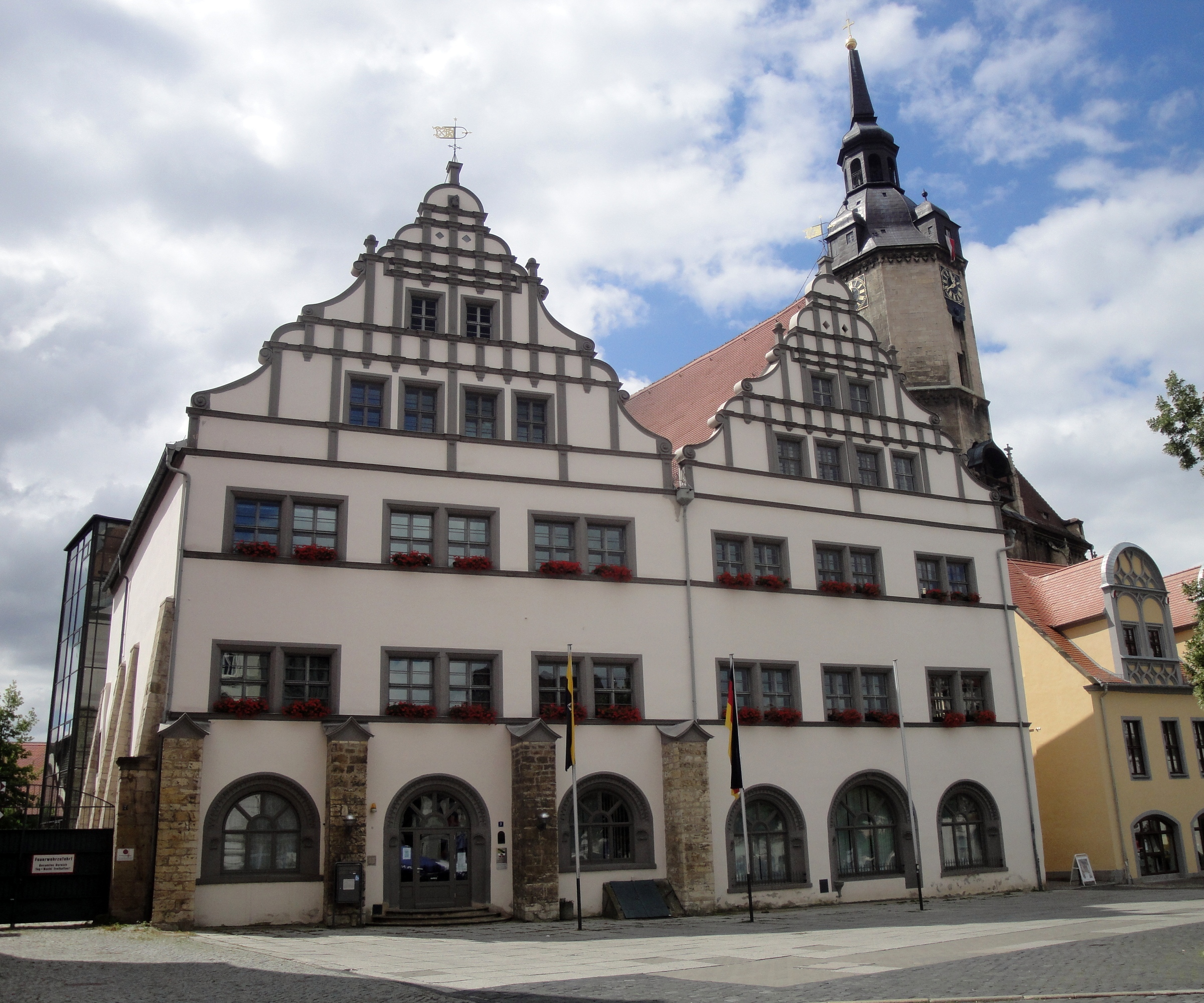
Residenzhaus am Markt (heute Amtsgericht)

Im Spätmittelalter war Naumburg ein bedeutender Handelsplatz an der Via Regia, besonders wegen der zuerst 1278 genannten Naumburger Messen. Der Aufstieg Leipzigs zur Messestadt seit 1500 und der Dreißigjährige Krieg brachten die wirtschaftliche Blüte Naumburgs zum Erliegen. Das Territorium des Mitte des 16. Jahrhunderts säkularisierten Bistums ging an die Kurfürsten von Sachsen über, die es durch eine eigene Stiftsregierung in Naumburg verwalten ließen und später die Administratoren stellten. 1544 wurde aus dem Stiftsbesitz an der Saale das Amt Naumburg gebildet. Nach dem freundbrüderlichen Hauptvergleich unter den vier Söhnen Johann Georgs I. 1657 gehörte das Naumburger Stiftsgebiet zur Sekundogenitur Sachsen-Zeitz, die dem jüngsten Sohn Moritz zufiel. Bevor in Zeitz die Moritzburg erbaut wurde, diente das Naumburger Stadtschloss als Residenz dieser Nebenlinie. Diese Episode fand mit dem Tode des letzten protestantischen Vertreters der Linie Sachsen-Zeitz im Jahr 1718 ein Ende. Das Naumburger Stiftsgebiet fiel endgültig an die Dresdner Kurlinie zurück; es war damit vollends in das albertinische Sachsen integriert, blieb aber bis 1815 Sitz eigener Verwaltungsbehörden (zum Beispiel Konsistorium des Stifts Naumburg-Zeitz).

#### Ausweisung der Naumburger Juden 1494

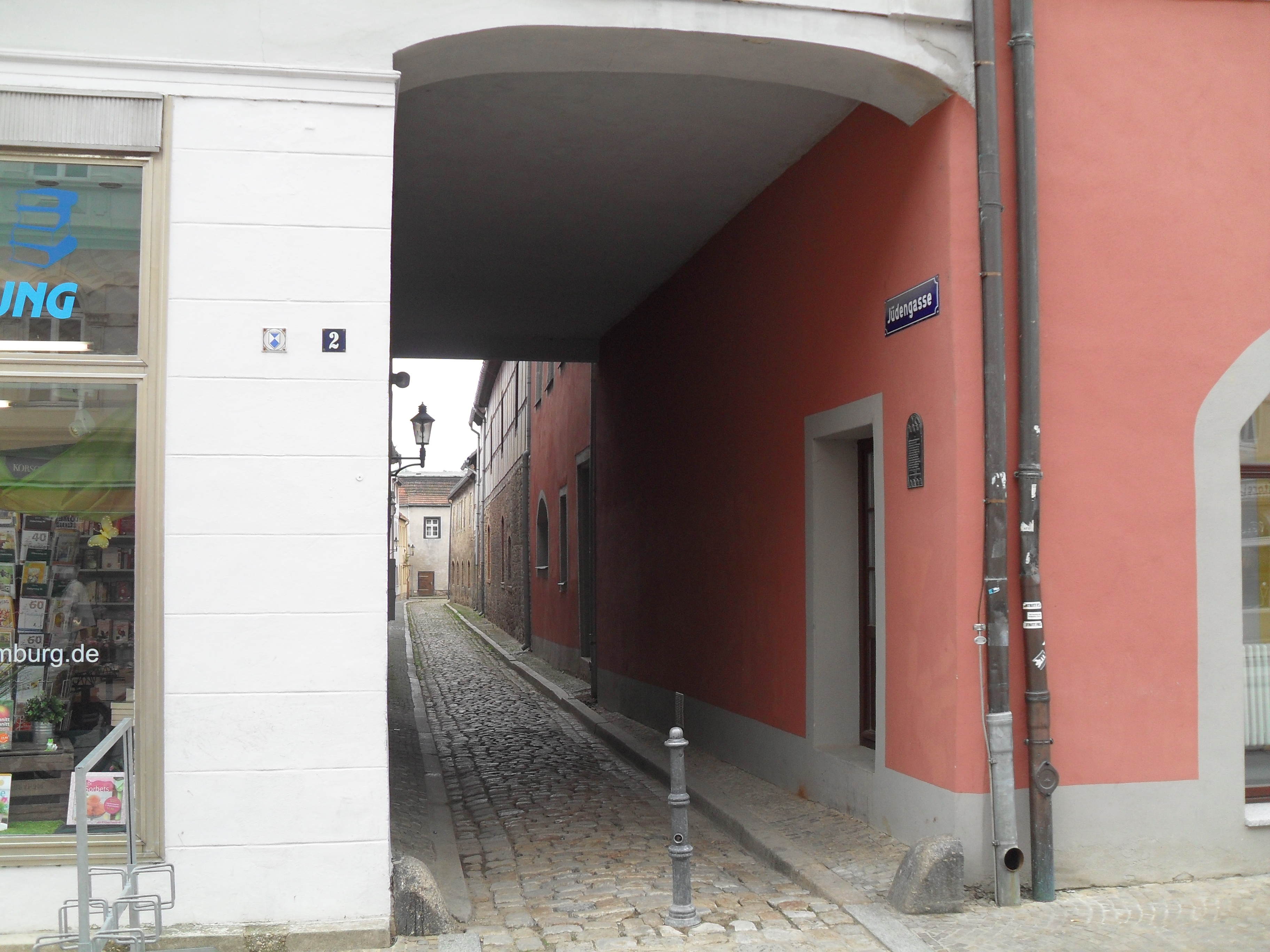
Zugang zur Jüdengasse (2013)

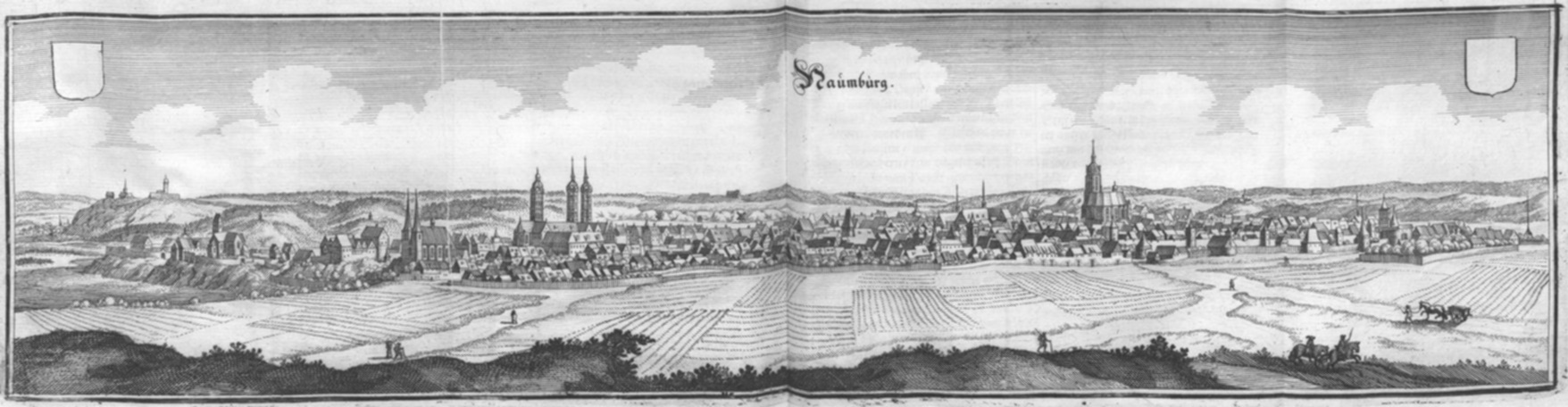
Stadtbild, Matthäus Merian (ca. 1650)

Bis zum Ende des Spätmittelalters lebten Juden in der Bischofsstadt Naumburg. Sie wohnten in der Jüdengasse, der zentral gelegenen Judengasse der Stadt, die heute noch erhalten ist. 1494 erhielten die Bischofsstädte Naumburg und Zeitz von Bischof Johann III. von Schönberg die Zusage, „die ansässigen Juden nach Ablauf ihrer Geleite und Verschreibungen zu verabschieden, aus allen Gebieten auszuweisen und auch künftig keine Juden mehr zuzulassen.“ Die Räte dieser Städte hatten sich über die von den Juden angeblich genommenen Wucherzinsen und deren rücksichtslose Eintreibung beschwert. Noch 1494 wurden alle Juden aus Naumburg und 1517 aus Zeitz ausgewiesen. Zum Ersatz der ausgefallenen Judengelder hatte Naumburg jährlich 60 und Zeitz 40 Rheinische Gulden an die bischöfliche Kammer zu zahlen, ablösbar mit 1200 bzw. 800 rheinischen Gulden, entsprechend der geforderten Summe für 20 Jahre. Eine im 21. Jahrhundert angebrachte bronzene Gedenktafel am marktseitigen Zugang der Jüdengasse erinnbert an die ehemaligen Bewohner und deren Vertreibung.

#### Reformation

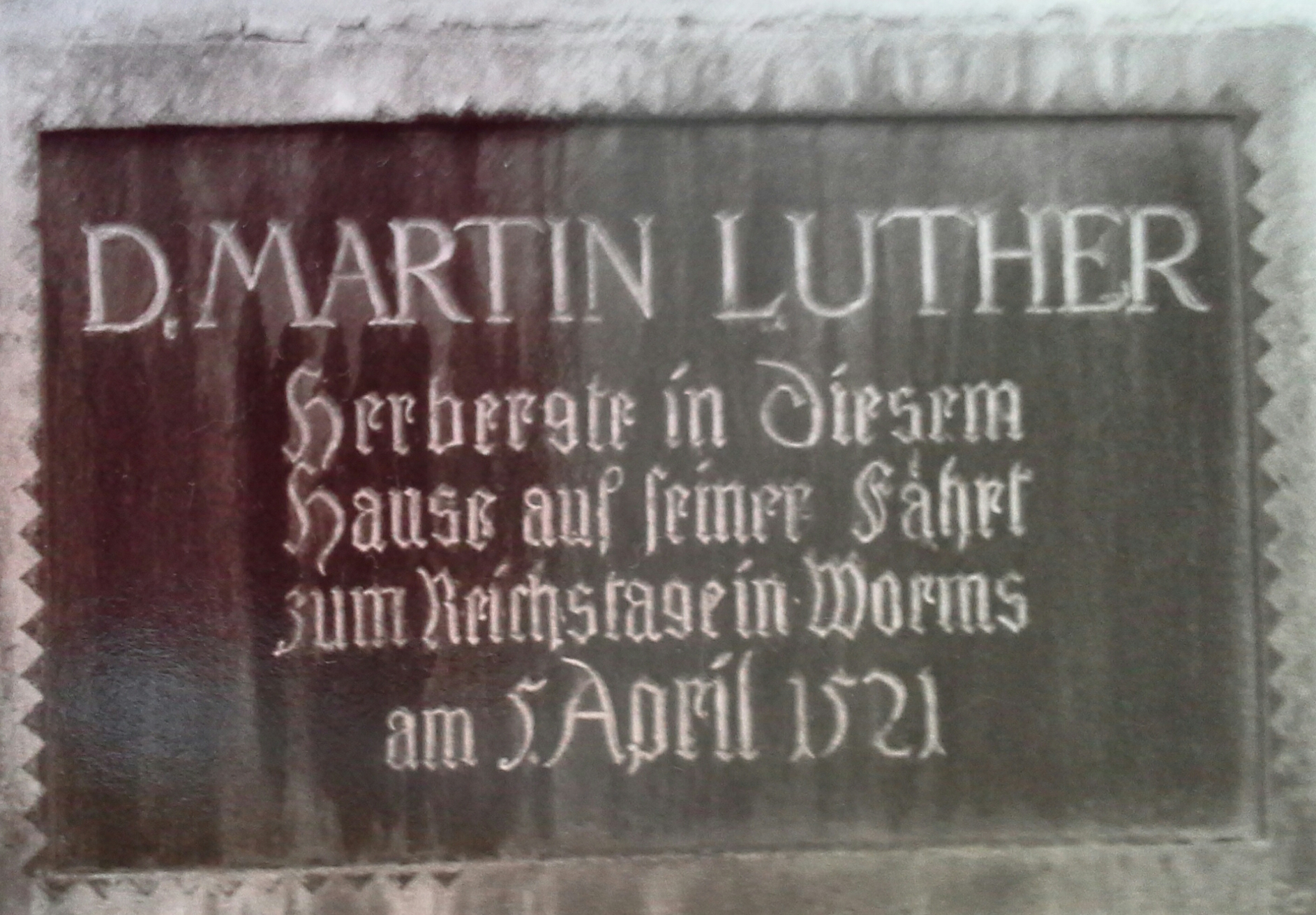
Gedenktafel für Martin Luther (1985)

Die Geschichte Naumburgs ist eng mit Martin Luther und der Reformation verknüpft. Luther predigte erstmals 1521 auf seinem Weg zum Wormser Reichstag in Naumburg. 
Am 18. Januar 1542 nahm Luther gemeinsam mit Philipp Melanchthon, Spalatin und Nikolaus von Amsdorf Quartier am Markt 3 bei der Witwe des Stadtschreibers Ambrosius Dörffer, woran eine Gedenktafel erinnert. Noch am Abend fand eine der schwierigsten Ratssitzungen der Stadtgeschichte statt, in der man sich gemeinsam mit dem Kurfürsten auf die Einsetzung von Nikolaus von Amsdorf als Bischof verständigte. Am 20. Januar 1542 wurde dieser von Luther im Ostchor des Naumburger Doms zum ersten evangelischen Bischof geweiht.
Damit setzte Luther nicht nur einen Meilenstein in Naumburgs Kirchengeschichte, sondern auch für den erstarkenden Protestantismus. Die Zeit des evangelischen Bischofs wird auch als „Naumburger Bischofsexperiment“ bezeichnet. Amts- und Wohnsitz Nikolaus von Amsdorfs wurde der Westflügel im sogenannten Naumburger Schlösschen am Marktplatz und später das Zeitzer Bischofsschloss.
Prägendste reformatorische Persönlichkeit Naumburgs ist jedoch Nikolaus Medler. 1536 trat er die Stelle des Superintendenten in der Stadtkirche Sankt Wenzel an und erhielt die Aufsicht über 32 Kirchen. Ein Jahr später verfasste er eine Kirchen- und Schulordnung, die auf der Wittenberger Ordnung beruhte und von Luther ausdrücklich gebilligt wurde. 1568 setzte sich die Reformation in Naumburg endgültig durch.

### Frühe Neuzeit

Karte von Naumburg und Umgebung (um 1775)

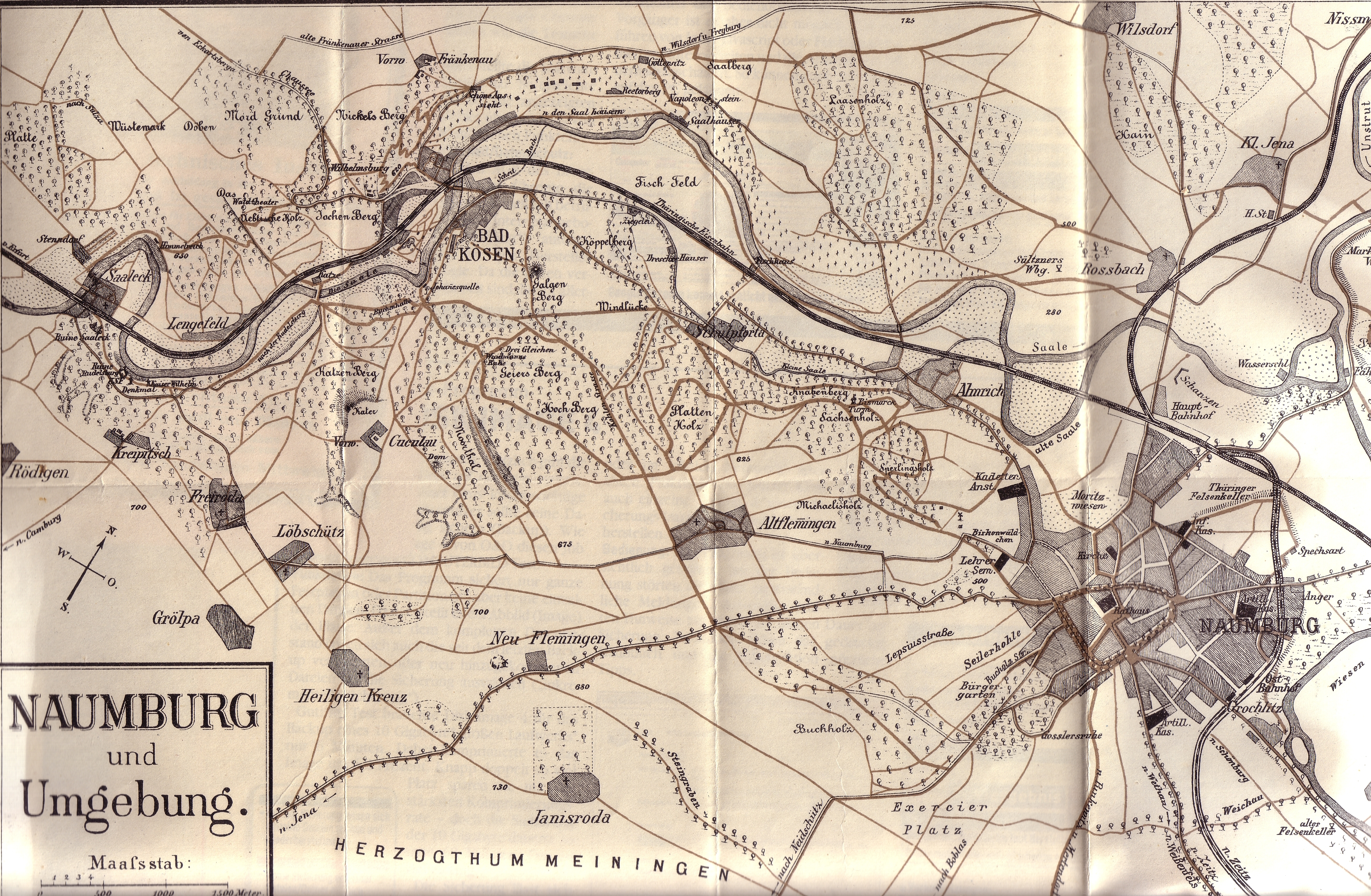
Karte Naumburg und Bad Kösen (1914)

Am 2. Mai 1604 wurde eine Christina Kirchner aus der Michelsgasse enthauptet, die von der Frau des Nicol von Zwicken der Hexerei beschuldigt worden war.
Von 1621 bis 1622 hatte Naumburg eine Kippermünzstätte, in der unter den Münzmeistern Georg Oppermann, Kurt Marquart, Sebastian Härtel und Friedrich Ulm Interimsmünzen geschlagen wurden. Das waren Kippermünzen vom Kipper-12-Kreuzer-Stück bis hin zum sogenannten Kippertaler zu 60 Groschen.
Von 1656 bis 1718 gehörte Naumburg zum Herzogtum Sachsen-Zeitz. Deshalb wurde ab 1652 das Residenzhaus am Markt (heutiges Amtsgericht) von Kurfürst Johann Georg I. von Sachsen errichtet. Am 3. Oktober 1653 konnte sein Sohn Moritz das neue Haus beziehen, von wo aus er bis zum 1. Juli 1663 das Herzogtum regierte, bevor er in die neu errichtete Moritzburg nach Zeitz umzog. Sein kunstsinniger Sohn Moritz Wilhelm von Sachsen-Zeitz errichtete 1701 das Opernhaus vorm Salztor, das 1716 abbrannte. 1718 fiel Sachsen-Zeitz an das Kurfürstentum Sachsen zurück.

### 1815–1945

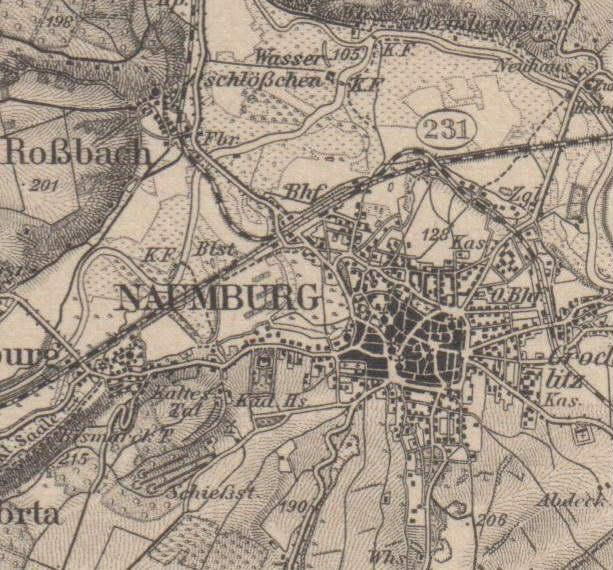
Karte von Naumburg (1921)

Nach dem Wiener Kongress 1815 fiel Naumburg an Preußen und wurde in den Regierungsbezirk Merseburg der neu gebildeten Provinz Sachsen eingegliedert. Im Rahmen der Kreiseinteilung des Regierungsbezirks Merseburg wurde zum 1. Oktober 1816 ein Stadtkreis Naumburg  eingerichtet, der die Stadt Naumburg sowie eine Reihe von umliegenden Dörfern umfasste. Am 1. Januar 1818 wurde der Stadtkreis Naumburg um zahlreiche Dörfer des Kreises Weißenfels vergrößert und in einen normalen Landkreis mit Naumburg als Kreisstadt umgewandelt.
Mit Zuordnung in die Provinz Sachsen wurde das Oberlandesgericht Naumburg (1816–1849) gegründet, das für die Regierungsbezirke Merseburg und Erfurt zuständig war. Ab 1849 war statt seinerdessen das ebenfalls hier angesiedelte, preußische Appellationsgericht Naumburg sowie das unterstellte Kreisgericht zuständig. Mit den Reichsjustizgesetzen wurde 1879 die Institution des Appellationsgerichts wieder durch ein Oberlandesgericht ersetzt (siehe Oberlandesgericht Naumburg). Dieses war nun ebenfalls für Teile der Provinz Hannover und Teile der thüringischen Länder zuständig.
Im Jahr 1846 erhielt die Stadt Anschluss an die Thüringer Bahn von Halle nach Erfurt, 1889 nach Artern und schließlich 1900 nach Teuchern. Am 15. September 1892 ging die Straßenbahn Naumburg in Betrieb. Sie wurde in den ersten Jahren noch mit Dampf betrieben. Am 2. Januar 1907 wurde sie auf den elektrischen Betrieb umgestellt. 1914 wurde die Stadt Naumburg kreisfrei.
Obwohl sich die Industrialisierung nur schwach entwickelte, bildete sich schon 1848 ein Arbeiterverein. Bei der Niederschlagung des Kapp-Putsches 1920 wurden fünf Arbeiter getötet. 1927 wurden die „Devoli“ (Deutsche Volkslichtspiele) gegründet, mit Hauptsitz im früheren Garnisonslazarett auf dem Spechsart. Dort befinden sich auch die Film- und Tonstudios. In den 1930er Jahren entstanden im Rahmen der Aufrüstung der Wehrmacht drei neue Kasernen in Naumburg, eine an der Schönburger Straße und zwei am Flemminger Weg (damals Adolf-Hitler-Straße). Am 20. August 1935 paradierte das Infanterie-Regiment 53 zum ersten Mal auf dem alten Marktplatz. Dieses Regiment wurde im Überfall auf Polen eingesetzt.
Am 9. und 11. April 1945 bombardierten amerikanische Flugzeuge die Stadt. Dabei wurden Teile der militärischen Anlagen im Osten der Stadt sowie Bereiche der Altstadt und angrenzender Gebiete zerstört oder schwer beschädigt. Mehr als 400 Menschen starben, rund 700 Häuser wurden beschädigt. Am 12. April übergab Oberbürgermeister Bruno Radwitz die Stadt an die US-Truppen, knapp drei Monate später – am 2. Juli – zogen Truppen der Roten Armee in Naumburg ein. Durch den Zuzug von Flüchtlingen und Vertriebenen hielten sich in der Stadt bis zu 60.000 Menschen auf.

### Nachkriegszeit bis September 1990

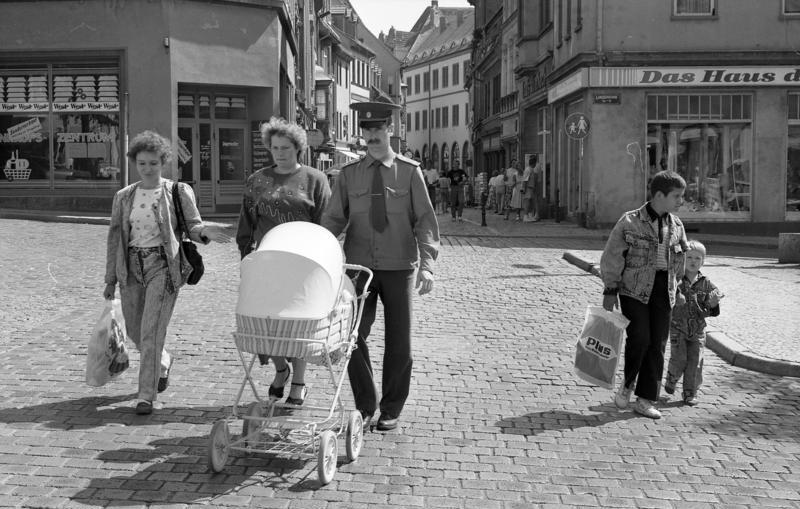
Sowjetische Familie in Naumburg im August 1991

Nach der Besetzung der Stadt durch Einheiten der Roten Armee 1945 wurde ein Areal um das Oberlandesgericht abgeriegelt und zum militärischen Sperrgebiet erklärt. Es wurde von den Stäben der 57. Garde-Mot. Schützendivision und des 170. Garde-Mot. Schützenregiments der sowjetischen Streitkräfte bezogen. In der Garnisonsstadt Naumburg wurden sowohl die Kasernen aus dem 19. Jahrhundert als auch aus der Zeit des Nationalsozialismus zur Unterbringung der Soldaten genutzt. Die Offiziere bewohnten Teile des Bürgergarten-Villenviertels sowie neu errichtete Wohnsiedlungen. Teile der Umgebung Naumburgs, z. B. das Buchholz, wurden von den sowjetischen Streitkräften für Übungszwecke genutzt, waren aber meist für die Bevölkerung zugänglich. Auch die sowjetischen Versorgungseinrichtungen („Russenmagazine“) konnten von den Anwohnern genutzt werden.
Im Jahr 1950 verlor Naumburg den Status als kreisfreie Stadt und kam zum Landkreis Weißenfels. In der DDR war Naumburg Standort von Maschinenbau, Arzneimittel-, Metall- und Schuhindustrie.
In den 1980er Jahren wurden wie in weiten Teilen Ostdeutschlands Neubausiedlungen gebaut, um den landesweiten Wohnungsmangel zu lindern. In Naumburg wurden dabei vergleichsweise wenige Siedlungen gebaut. Darunter zählen die Völkerfreundschaft, die Siedlung Am Holländer (heute Flemminger Weg), Teile der Naumburger Gartenstadt sowie eine Siedlung an den Moritzwiesen.
Im Zuge der Wende kam es 1989 in Naumburg zu zahlreichen Demonstrationen und Versammlungen in den Kirchen der Stadt.

### Seit 1990

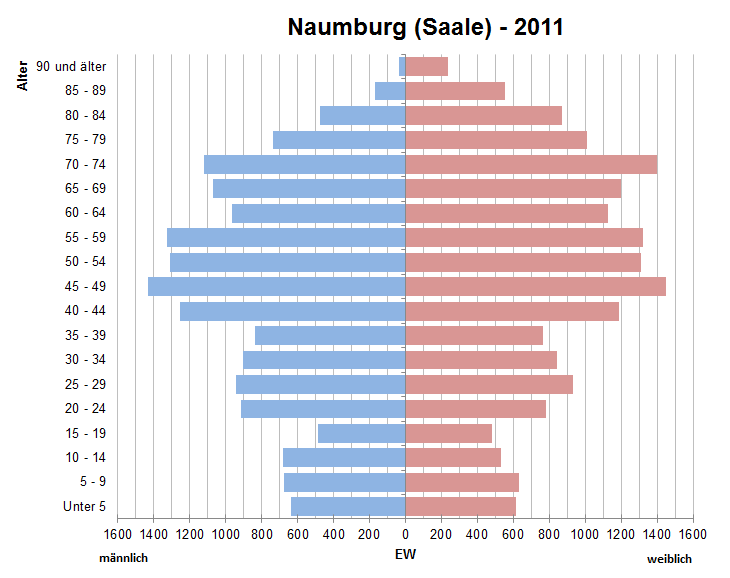
Bevölkerungspyramide für Naumburg (Saale) (Datenquelle: Zensus 2011)

Nach der Wiedervereinigung 1990 kam die bisher zum Bezirk Halle gehörende Stadt zum neu gebildeten Land Sachsen-Anhalt. Das Areal um das Oberlandesgericht wurde nach dem Abzug der GSSD für die einheimische Bevölkerung wieder zugänglich. Die von den sowjetischen Streitkräfte genutzten Liegenschaften wurden zivilen Nutzungen zugeführt.
1994 wurden die Landkreise Naumburg, Nebra und Zeitz zum Burgenlandkreis zusammengeschlossen. Der Kreissitz blieb dabei Naumburg. 2007 wurden der Burgenlandkreis und der Landkreis Weißenfels zum neuen Burgenlandkreis verschmolzen. Seitdem ist Naumburg Verwaltungssitz dieses Landkreises, zu dem auch die Nachbarstädte Weißenfels, Zeitz und Nebra gehören.

### 21. Jahrhundert: Eingemeindungen
Am 1. Januar 2010 wurden als bisher letzte Orte Bad Kösen, Crölpa-Löbschütz, Janisroda und Prießnitz eingemeindet.

## Bevölkerung
Die Einwohnerzahl Naumburgs nahm bis zum Zweiten Weltkrieg stark zu und erreichte durch den Zuzug von Kriegsflüchtlingen im Jahre 1946 einen Höchststand von 41.379. Während der deutschen Teilung nahm die Bevölkerungsanzahl stetig ab und erreichte 1990 einen Stand von 32.582 Einwohnern. Nach der Wende setzte sich dieser Trend fort und die Zahl sank um 2005 auf unter 30.000. Durch Eingemeindungen der nördlichen und südwestlichen Umlandgemeinden wurde die Einwohnerzahl wieder auf 34.294 erhöht. Seitdem sinkt sie weiter, jedoch deutlich langsamer als vorher. 
Einwohnerzahl
(In 1946 am 29. Oktober, in 1950 am 31. August sowie ab 1960 am Stichtag 31. Dezember):
| Jahr | Einwohner  |
| ---- | ---------- |
| 1300 | etwa 3.000 |
| 1755 | 6.987      |
| 1840 | 12.674     |
| 1875 | 16.258     |
| 1880 | 17.868     |
| 1890 | 19.807     |
| 1925 | 29.337     |
| 1933 | 31.427     |
| 1939 | 36.940     |

| Jahr | Einwohner |
| ---- | --------- |
| 1946 | 41.379    |
| 1950 | 40.595    |
| 1960 | 37.377    |
| 1981 | 36.581    |
| 1984 | 32.610    |
| 1985 | 35.239    |
| 1990 | 32.583    |
| 1995 | 30.867    |
| 1997 | 30.530    |

| Jahr | Einwohner |
| ---- | --------- |
| 2000 | 30.399    |
| 2005 | 29.627    |
| 2010 | 34.294    |
| 2015 | 33.012    |
| 2020 | 32.053    |
| 2021 | 31.815    |
| 2022 | 32.154    |
| 2023 | 32.207    |
| 2024 | 31.940    |

## Politik

### Gemeinderat
Der Naumburger Gemeinderat besteht aus 40 ehrenamtlichen Mitgliedern und dem Oberbürgermeister. Die Kommunalwahl am 9. Juni 2024 führte bei einer Wahlbeteiligung von 59,9 % zu folgendem Ergebnis:
| Partei / Wählergruppe                            | Stimmenanteil 2019 | Sitze 2019 |        | Stimmenanteil 2024 | Sitze 2024 |
| ------------------------------------------------ | ------------------ | ---------- | ------ | ------------------ | ---------- |
| CDU                                              | 38,1 %             | 15         | 40,8 % | 16                 |            |
| Bündnis für Bad Kösen (BBK)                      | 07,6 %             | 03         | 09,2 % | 04                 |            |
| SPD                                              | 09,0 %             | 04         | 07,6 % | 03                 |            |
| Die Linke                                        | 12,5 %             | 05         | 07,0 % | 03                 |            |
| Vereinte Bürgerliste (VBL)                       | 10,9 %             | 04         | 06,7 % | 03                 |            |
| Freie Wählervereinigung Burgenlandkreis (FW-BLK) | 04,9 %             | 02         | 06,2 % | 03                 |            |
| Die Liste Naumburg                               | –                  | –          | 06,0 % | 02                 |            |
| Tierschutzpartei                                 | –                  | –          | 05,6 % | 02                 |            |
| dieBasis                                         | –                  | –          | 03,5 % | 01                 |            |
| Bündnis 90/Die Grünen                            | 07,0 %             | 03         | 03,4 % | 01                 |            |
| Die Heimat (bis 2023 NPD)                        | 05,7 %             | 02         | 02,2 % | 01                 |            |
| FDP                                              | 04,3 %             | 02         | 01,9 % | 01                 |            |
| Insgesamt                                        | 100 %              | 40         | 100 %  | 40                 |            |

### Oberbürgermeister
- 2007–2021: Bernward Küper (CDU)
- seit 2021: Armin Müller (CDU)

Bei der Kommunalwahl am 22. April 2007 ist der vorherige Beigeordnete und seit dem 1. Februar 2007 amtierende Oberbürgermeister Bernward Küper zum Oberbürgermeister gewählt worden. Bei der Wahl am 25. Mai 2014 wurde er mit 54,0 % der gültigen Stimmen im Amt bestätigt. Bei der Oberbürgermeisterwahl 2021 wurde, nachdem Küper zum 30. Juni 2021 aus dem Amt schied, sein bisheriger Stellvertreter Armin Müller zu seinem Nachfolger gewählt. Er wurde am 23. Juni 2021 vereidigt und hat das Amt seit dem 1. Juli 2021 inne.

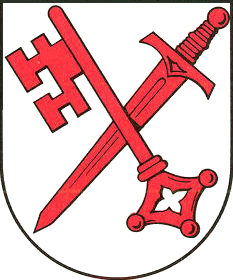
Wappen bis 1993
Wappen ab 1993

### Wappen
Das Wappen der Stadt zeigt in Silber schräggekreuzt einen roten Schlüssel, das Schließblatt viereckig, und ein gestürztes rotes Schwert. Das Schwert liegt über dem Schlüssel.
Das Wappen von Naumburg ging aus dem bischöflichen Siegel hervor, das ebenfalls aus Schlüssel und Schwert bestand, den Attributen der Apostel Petrus und Paulus, der Patrone des Naumburger Doms. Ursprünglich lagen die Griffe von Schwert und Schlüssel unten, Schneide und Bart zeigten nach oben. Als Naumburg im 13. Jahrhundert dann selbständig wurde, behielt der Rat der Bürgerstadt das bischöfliche Wappen bei, bloß um 90° gedreht. Seither zeigen die Griffe nach rechts, (heraldisch links).
Bis 1993 lag der Schlüssel im Wappen noch über dem Schwert, dies wurde im Zuge der Neugestaltung 1994 getauscht.

### Flagge
Nach der Hauptsatzung der Stadt ist die Fahne Naumburgs eine Bikolore mit den Farben Rot und Weiß. Diese verlaufen in der Querform der Fahne waagerecht und in der Längsform senkrecht, jeweils im Verhältnis 1:1.

### Städtepartnerschaften
Am 30. Mai 1988 wurde eine Städtepartnerschaft mit Aachen vereinbart.
Die Partnerschaft von Les Ulis in der Nähe der französischen Hauptstadt Paris mit der Stadt Naumburg (Saale) in Sachsen-Anhalt wurde am 19. April 2019 von den Bürgermeistern der beiden Städte in Les Ulis besiegelt.
Naumburg ist ferner Mitglied in der Vereinigung der Städte mit hussitischer Geschichte und Tradition sowie der Neuen Hanse.

## Kultur und Sehenswürdigkeiten

### Naumburger Dom

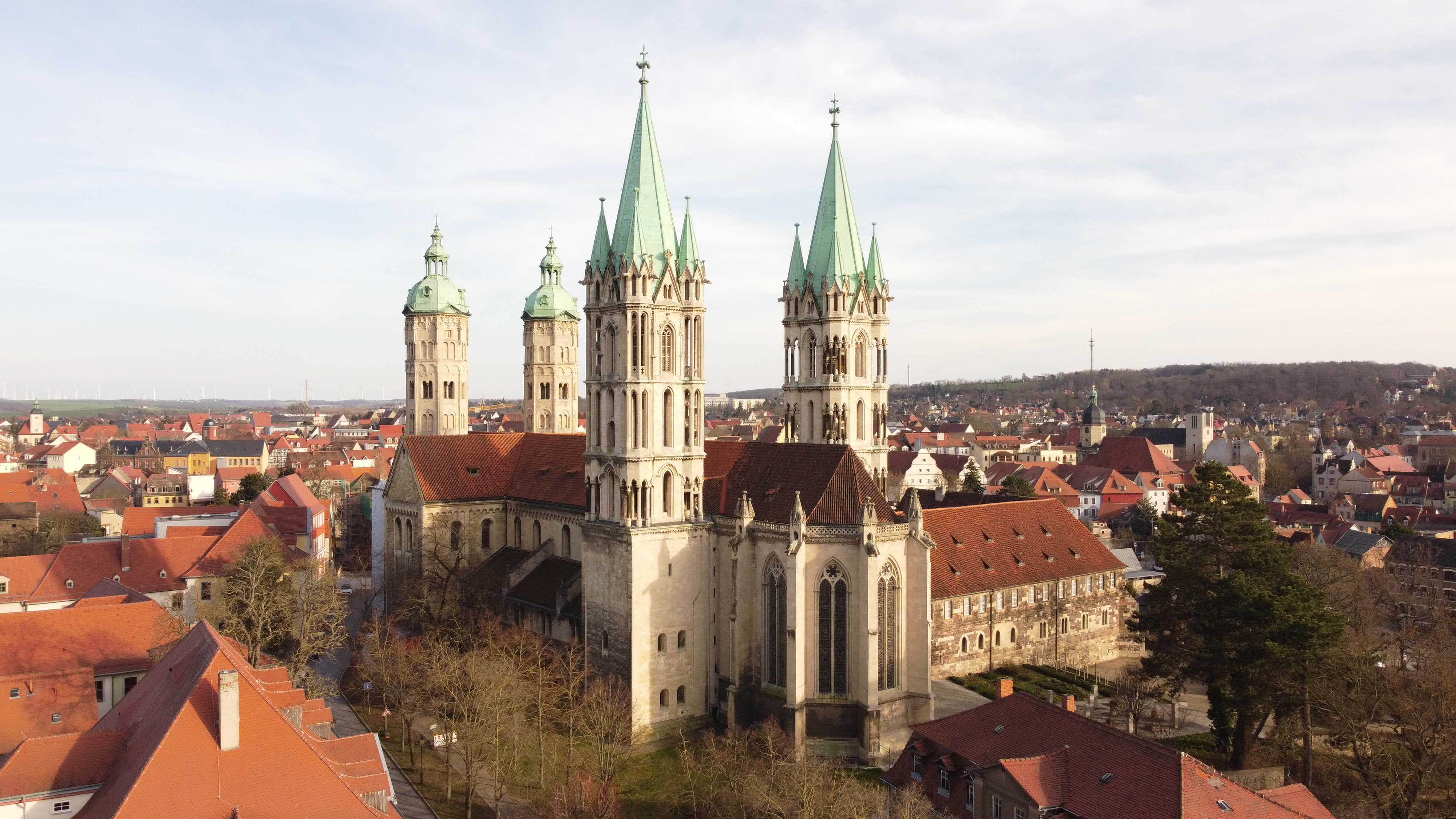
Naumburger Dom

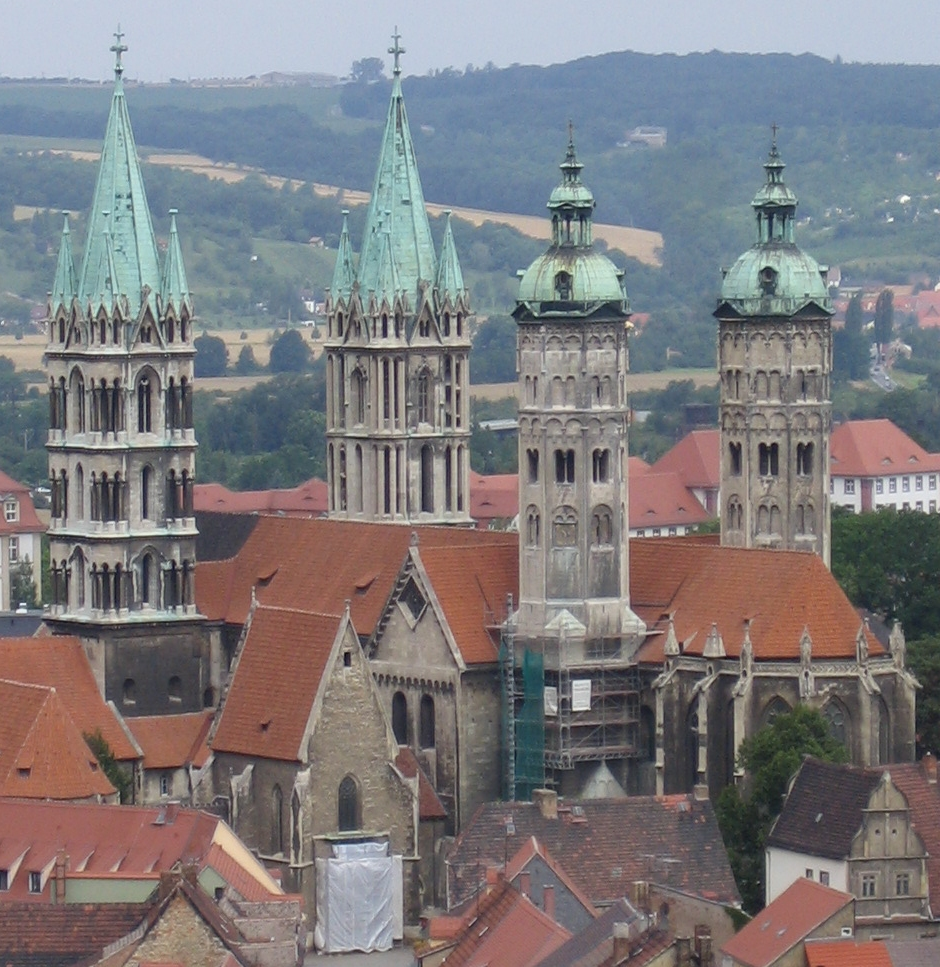
Dom

Wahrzeichen der Stadt Naumburg ist der spätromanisch-frühgotische Dom St. Peter und Paul. Er steht in der bischöflichen Vorstadt. Mit dem Bau dieser dreischiffigen, zweichörigen Basilika mit vier Türmen und einem Kreuzgang wurde vor 1213 begonnen.
Der frühgotische Westchor wurde nach neueren Forschungsergebnissen ab etwa 1240 erbaut. In der ersten Hälfte des 14. Jahrhunderts wurde der Ostchor im hochgotischen Stil erweitert. Die romanische Krypta unter dem Ostchor ist etwa um 1170 entstanden und war Teil eines Vorgängerbaus. Die beiden Osttürme bestehen aus achteckigen Obergeschossen und besitzen Barockhauben. Die Kanzel stammt von 1466.
Erst im Jahre 1884 wurde der Südwestturm vollendet. Die beiden Westtürme neben dem Westchor sind in enger Anlehnung an die Türme der Kathedrale von Laon und des Bamberger Doms gestaltet. An der westlichen Seite des Kreuzgangs befindet sich ein Klausurgebäude, an der östlichen Seite die spätgotische Dreikönigskapelle von 1416. Südlich des Kreuzgangs und damit an der Südseite des Doms befindet sich die Pfarrkirche St. Marien, unweit westlich des Komplexes die Ägidienkurie. Zwischen 1960 und 1968 wurde der Dom grundlegend restauriert.
Weltberühmt sind die zwölf Stifterfiguren im Westchor, die nach 1250 entstanden. Alle Figuren sind lebensgroß und in Kalkstein gehauen. Die bekanntesten Figuren sind Uta und Ekkehard an der Nordseite des Westchors sowie Regelindis und Herrmann gegenüber an der Südseite.
Seit 2018 ist der Naumburger Dom UNESCO-Weltkulturerbe.

### Museen
Die Ausstellungen des Stadtmuseums Naumburg befinden sich an fünf Standorten im Bereich der Innenstadt sowie im Ortsteil Großjena.

#### StadtmuseumHohe Lilie

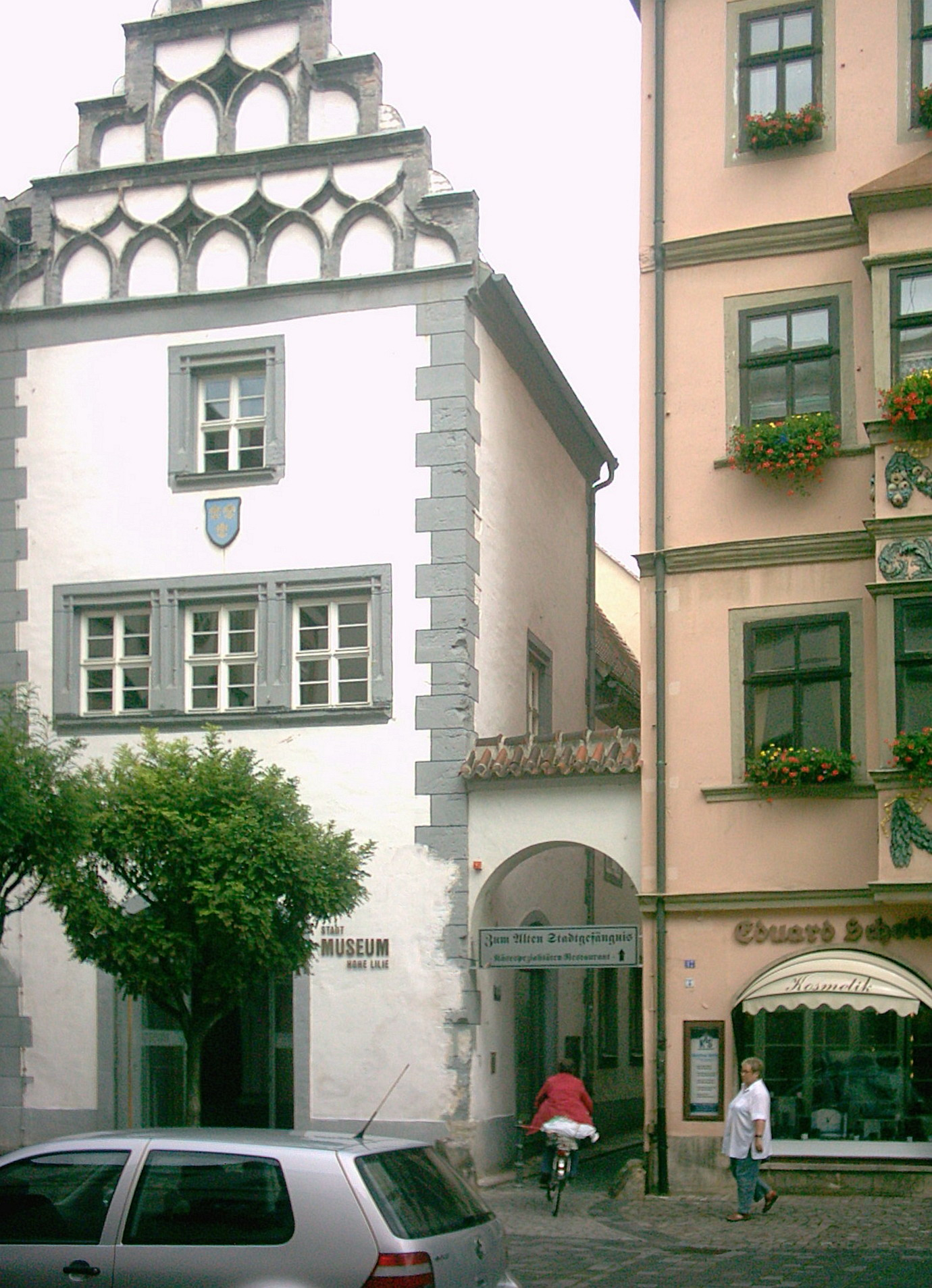
Stadtmuseum Hohe Lilie

Das mit dem Museumspreis der ostdeutschen Sparkassenstiftung ausgezeichnete Stadtmuseum Hohe Lilie ist in einem Gebäudekomplex untergebracht, dessen ältester Bestandteil ein romanisches Steinwerk bildet (um 1250 errichtet), das in den historischen Quellen gewöhnlich als Kemenate bezeichnet wird.
Nach dem schweren Stadtbrand von 1517 wurde der Turmbau ebenso wie zwei auf das 15. Jahrhundert zurückgehende Anbauten in den Jahren 1526–1532 im Stil der Zeit überformt. Zwei prächtige Figurenkonsolen zieren die Fenster der sogenannten Prunkstube im Obergeschoss. Eine Gebäudeerweiterung aus der Barockzeit und ein moderner Erschließungstrakt vervollständigen den Museumsbau.

#### Nietzsche-Haus

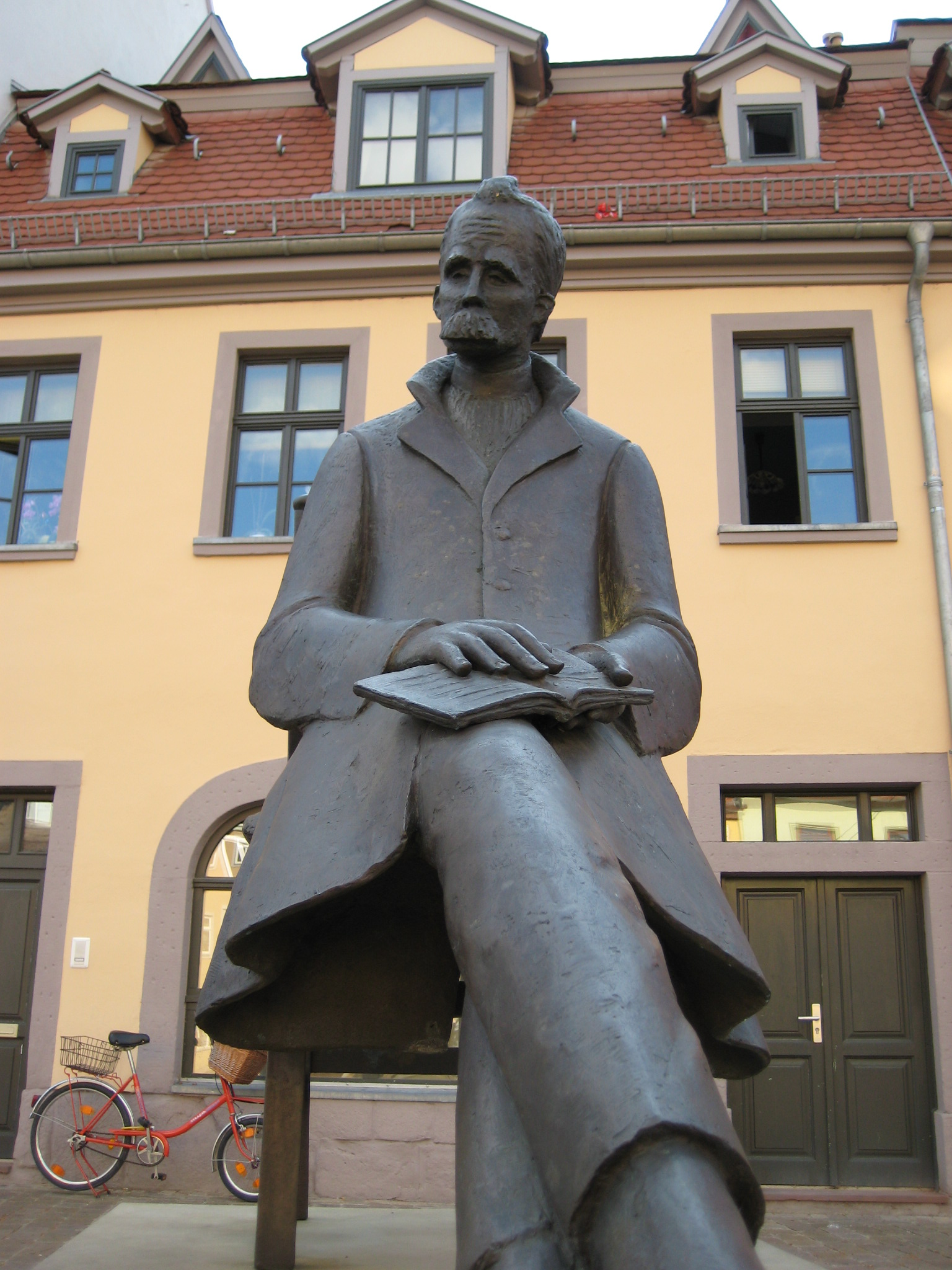
Nietzsche-Denkmal

Das Nietzsche-Haus ist dem Leben und Werk Friedrich Nietzsches gewidmet, der in Naumburg und in der nahen Landesschule Pforta den größten Teil seiner Kindheit und Jugend verbrachte. Nach dem gesundheitlichen Zusammenbruch Nietzsches 1889 in Turin wurde er von seiner Mutter in deren Heim gepflegt (1890–1897). Nietzsches Schwester Elisabeth richtete hier das erste Nietzsche-Archiv ein, bevor sie es zunächst innerhalb Naumburgs eröffnete und dann nach Weimar verlegte. Zwischen 2008 und 2010 wurde auf einem an das Nietzsche-Haus angrenzenden Grundstück das Nietzsche-Dokumentationszentrum Naumburg erbaut, das eine Sammlung zur internationalen Nietzsche-Rezeption beherbergt.

#### Apothekenmuseum
Die Löwenapotheke am Markt ist mit einem Apothekenmuseum von acht Räumen auf drei Etagen verbunden; es ist nach Anmeldung öffentlich zugänglich. Betrieben wird es vom Inhaber der Apotheke, Andreas Hünerbein. Manche Exponate sind etwa 200 Jahre alt. Der erste Raum für das Museum entstand 1935.

#### Wenzelsturm
Weil der Turm der Stadtkirche St. Wenzel, der sogenannte Wenzelsturm, nicht nur der Glockenturm der Stadtkirche war, sondern auch den wichtigsten Wachturm der Stadt darstellte, fiel er seit dem Spätmittelalter in die Zuständigkeit des städtischen Magistrats, in dessen Diensten die „Hausmänner“ genannten Türmer standen. Im 1521 errichteten Glockenstuhl ist ein bedeutendes Dreiergeläut integriert, das 1518 von Martin Hilliger in Freiberg gegossen wurde. Heute dient der 72 Meter hohe Wenzelsturm mit seiner Aussichtsplattform in der 53 m hoch gelegenen Türmerstube als beliebter Aussichtsturm.

#### Marientor

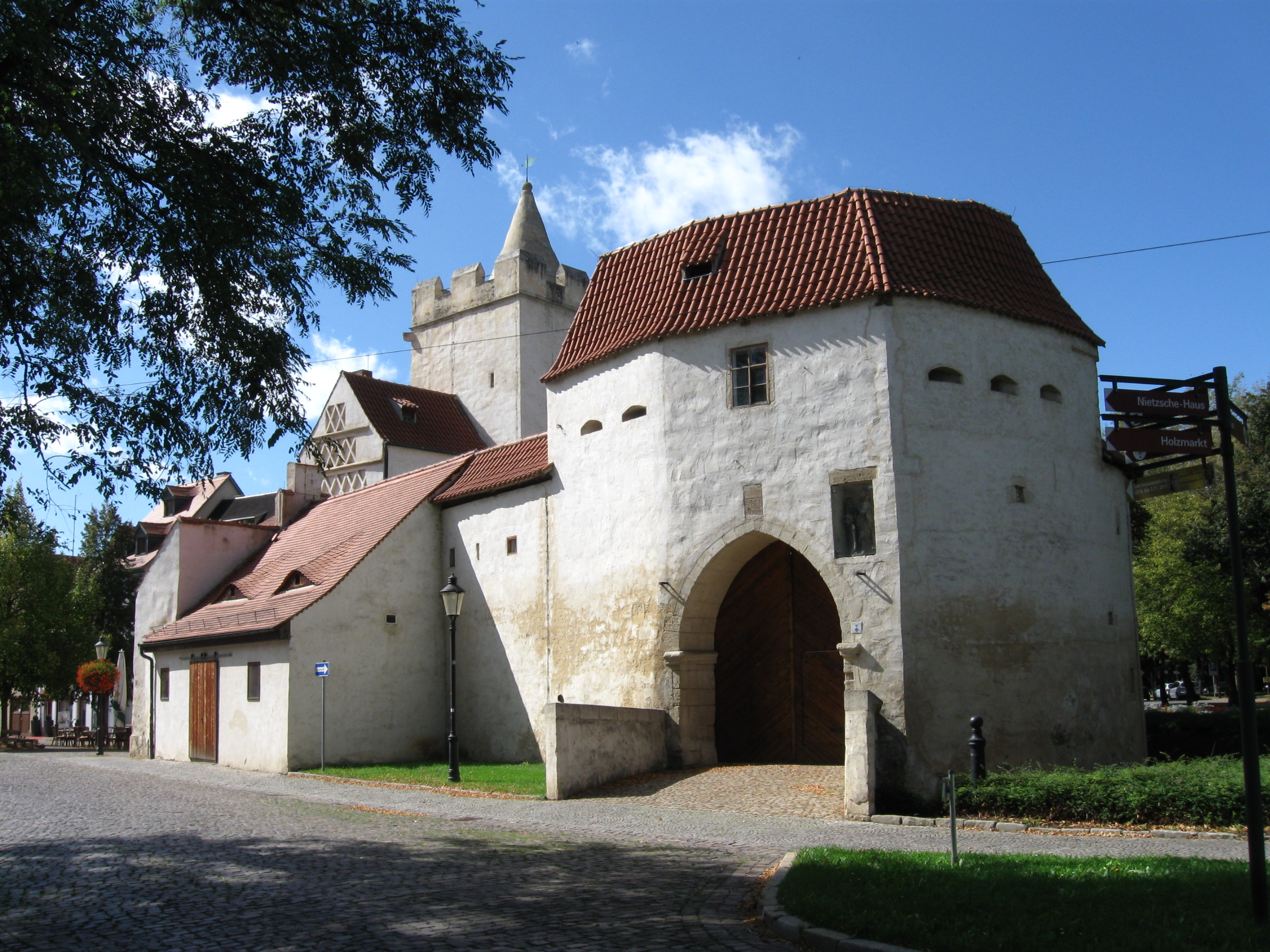
Marientor

Das Marientor (Frauentor, Porta Beatae Virginis Mariae) hat seinen Namen von der nahen Maria-Magdalenen-Kirche. Es ist das letzte noch erhaltene von einstmals fünf Toren der Bürgerstadt (die anderen hießen Salztor (Porta Salis), Jacobstor (Porta Jacobaea), Othmarstor (Porta Otmari), Vieh- oder Wenzelstor (Porta Pecorum), Herrentor (Porta Dominica) ohne Turm (Innenstadttor zwischen Steinweg und Herrenstraße)). Turm und Torhaus gehen auf das späte 14. Jahrhundert zurück, während die Barbakane Mitte des 15. Jahrhunderts hinzugefügt wurde. Das Marientor, dessen Räumlichkeiten über die Jahrhunderte abwechselnd als Gefängniszellen und als Armenwohnungen dienten, gehört seit 2001 zum Stadtmuseum. In den Innenräumen befindet sich eine umfangreiche Ausstellung zu den historischen Befestigungsanlagen.

#### Max-Klinger-Haus
Das Max-Klinger-Haus liegt etwas außerhalb der Stadt, in der Nähe des Zusammenflusses von Saale und Unstrut im Ortsteil Großjena. Es handelt sich dabei um das Landhaus des Leipziger Malers, Grafikers und Bildhauers Max Klinger (1857–1920), das während der Sommersaison (April–Oktober) eine umfangreiche Schau zu Leben und Werk des Künstlers zeigt. Zum Museum gehören auch das Radierhäuschen (beherbergt eine Druckwerkstatt) und die Grabanlage Max Klingers.

### Weitere Bauwerke

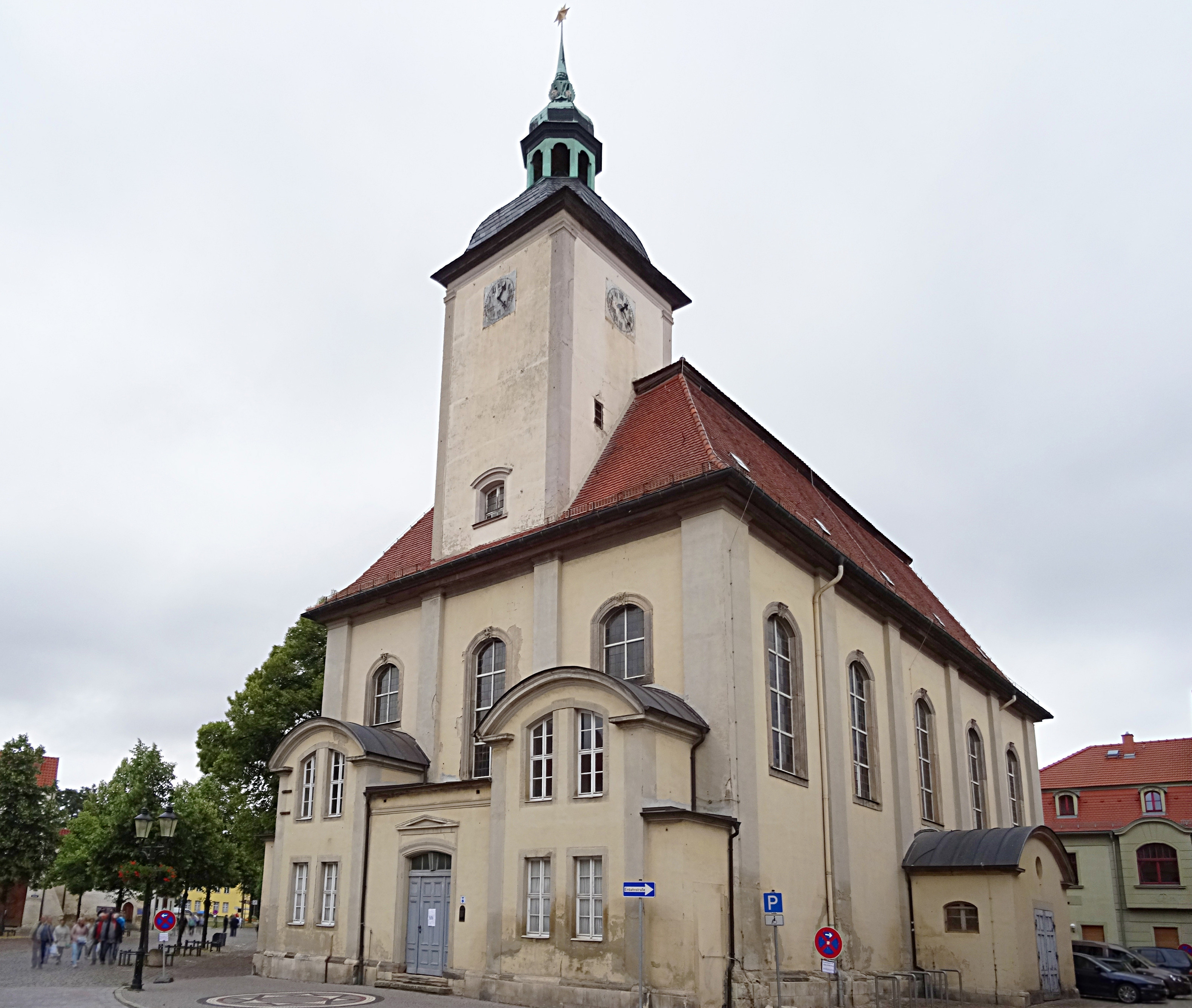
Marien-Magdalenen-Kirche
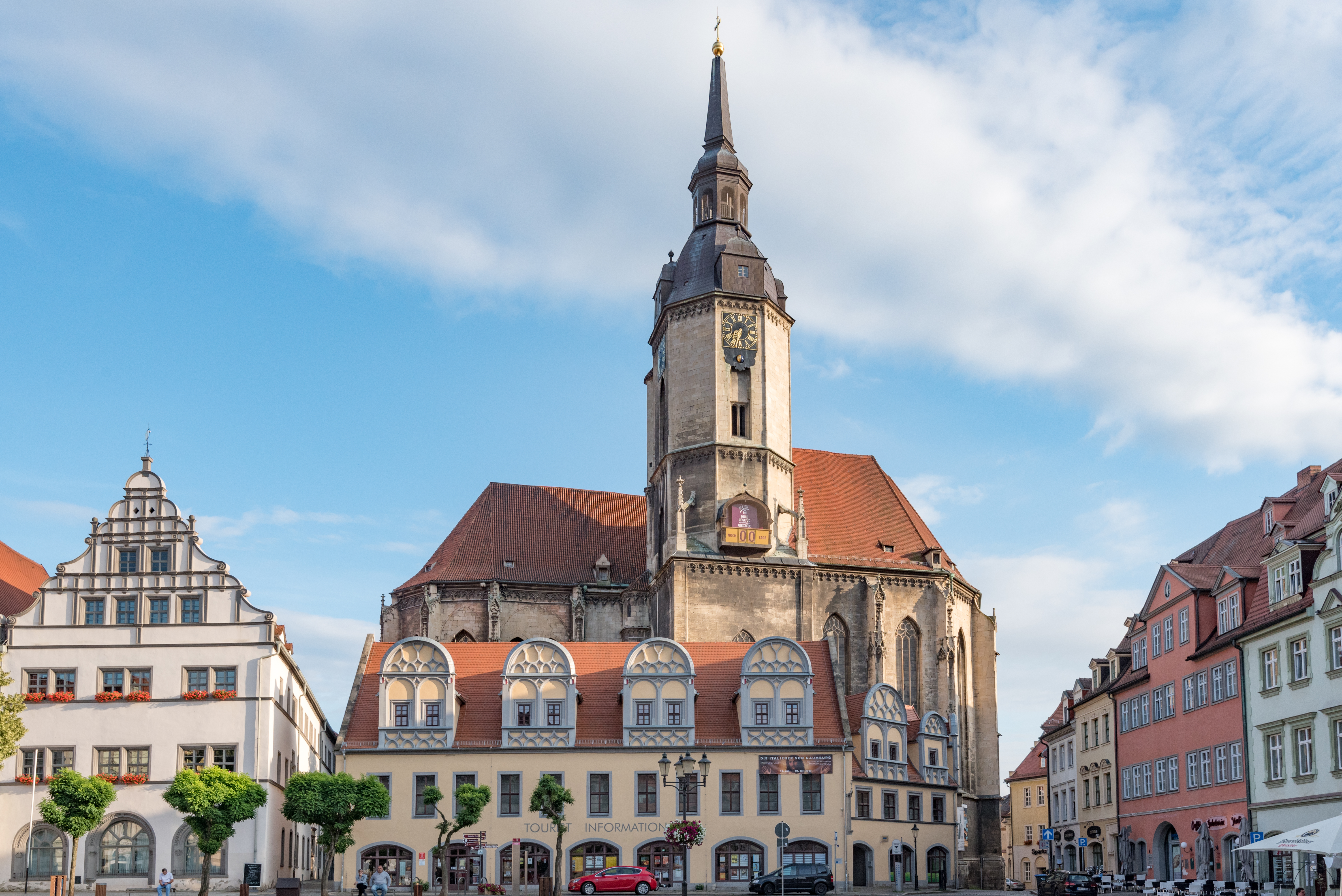
Marktplatz mit Stadtkirche St. Wenzel
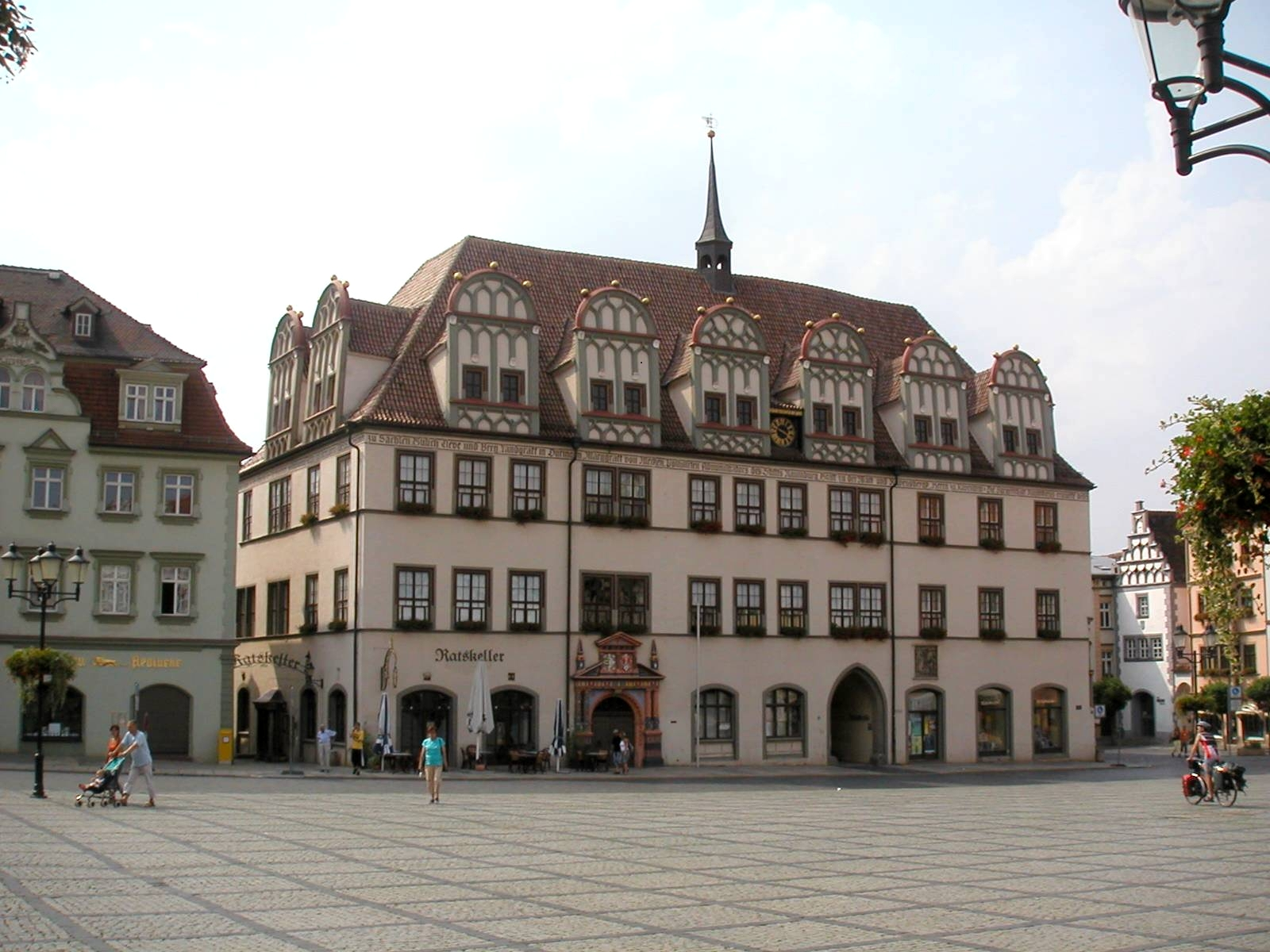
Das Renaissance-Rathaus
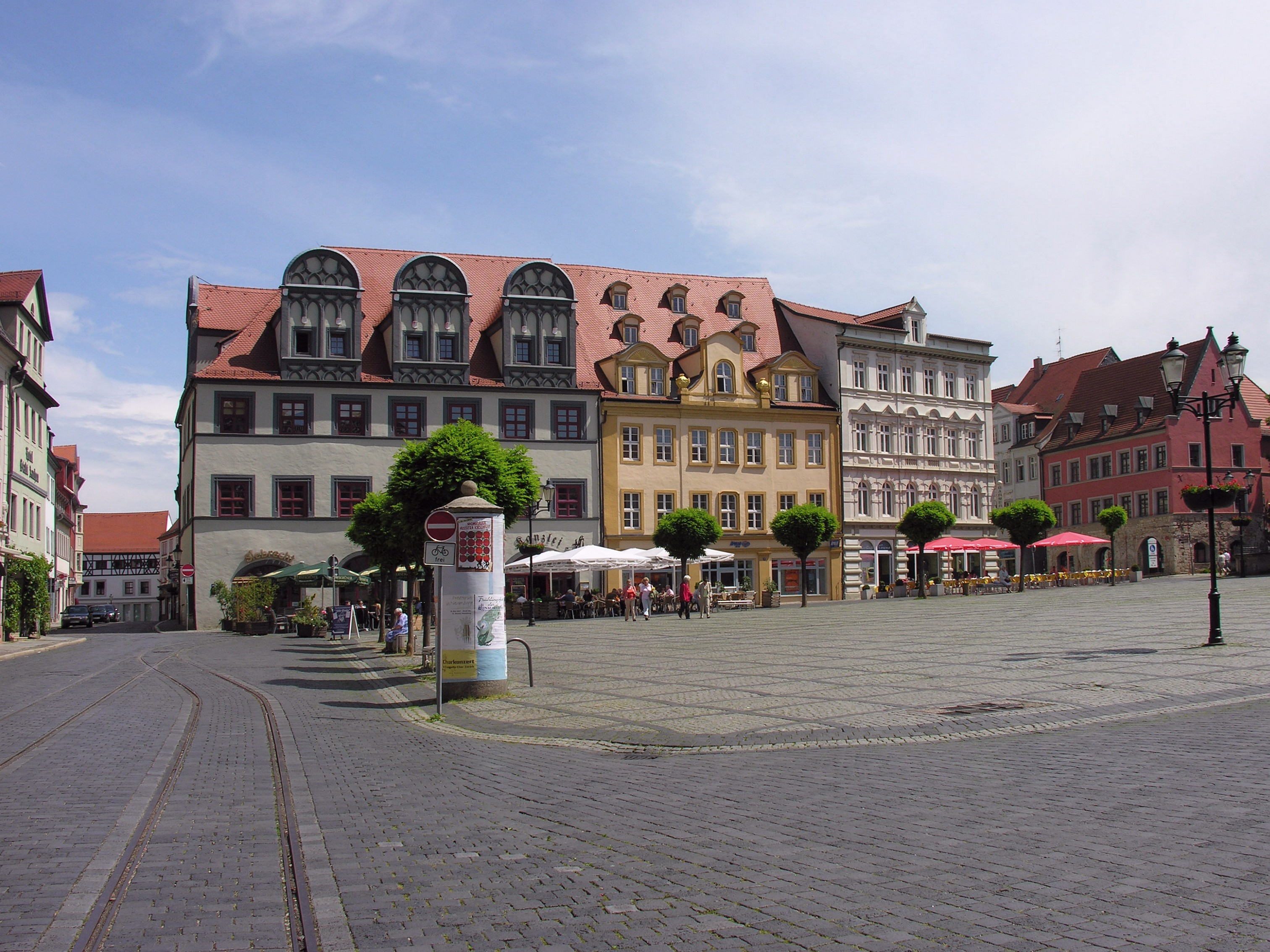
Marktplatz mit Bürgerhäusern
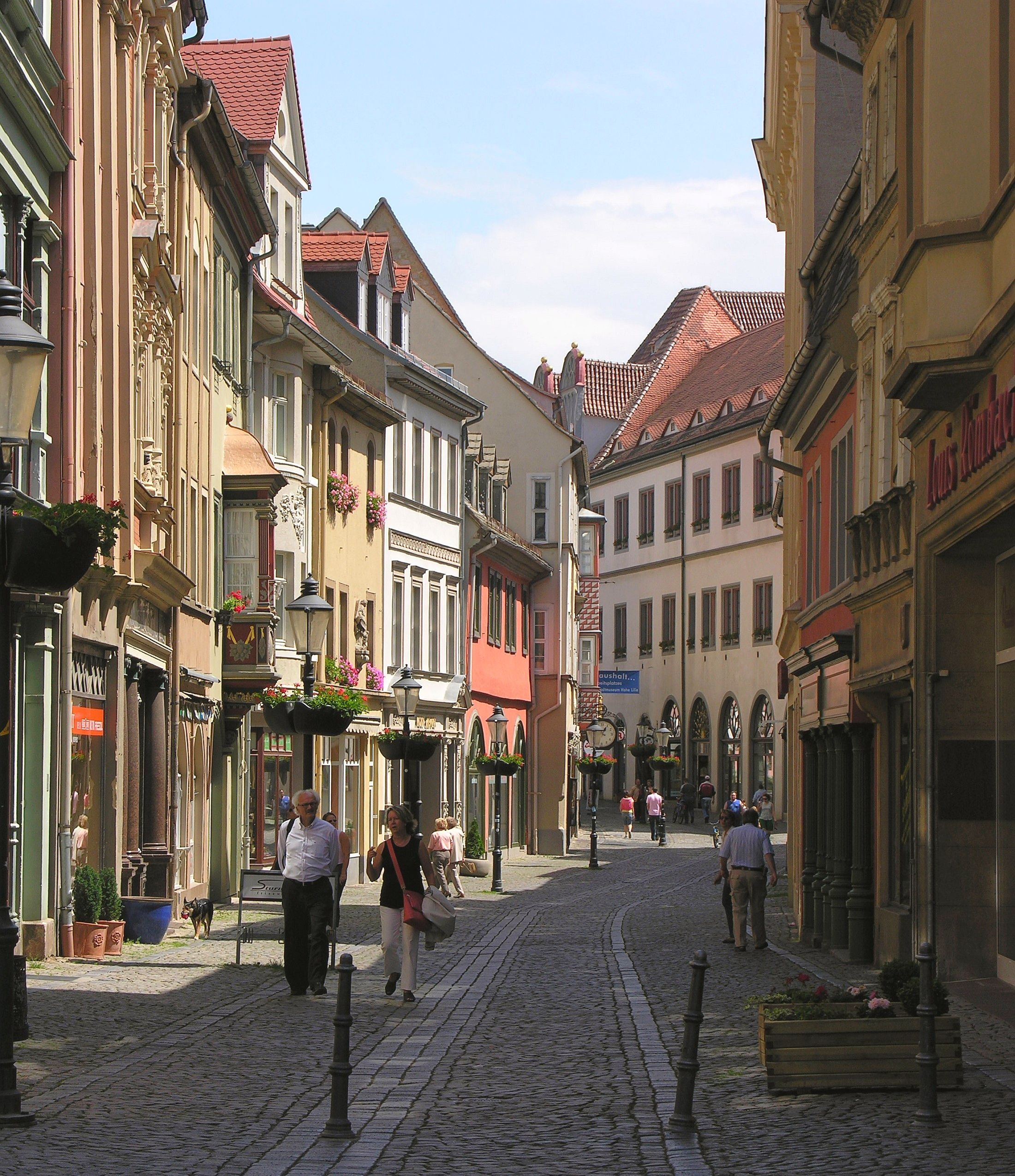
Bürgerhäuser in der Herrenstraße
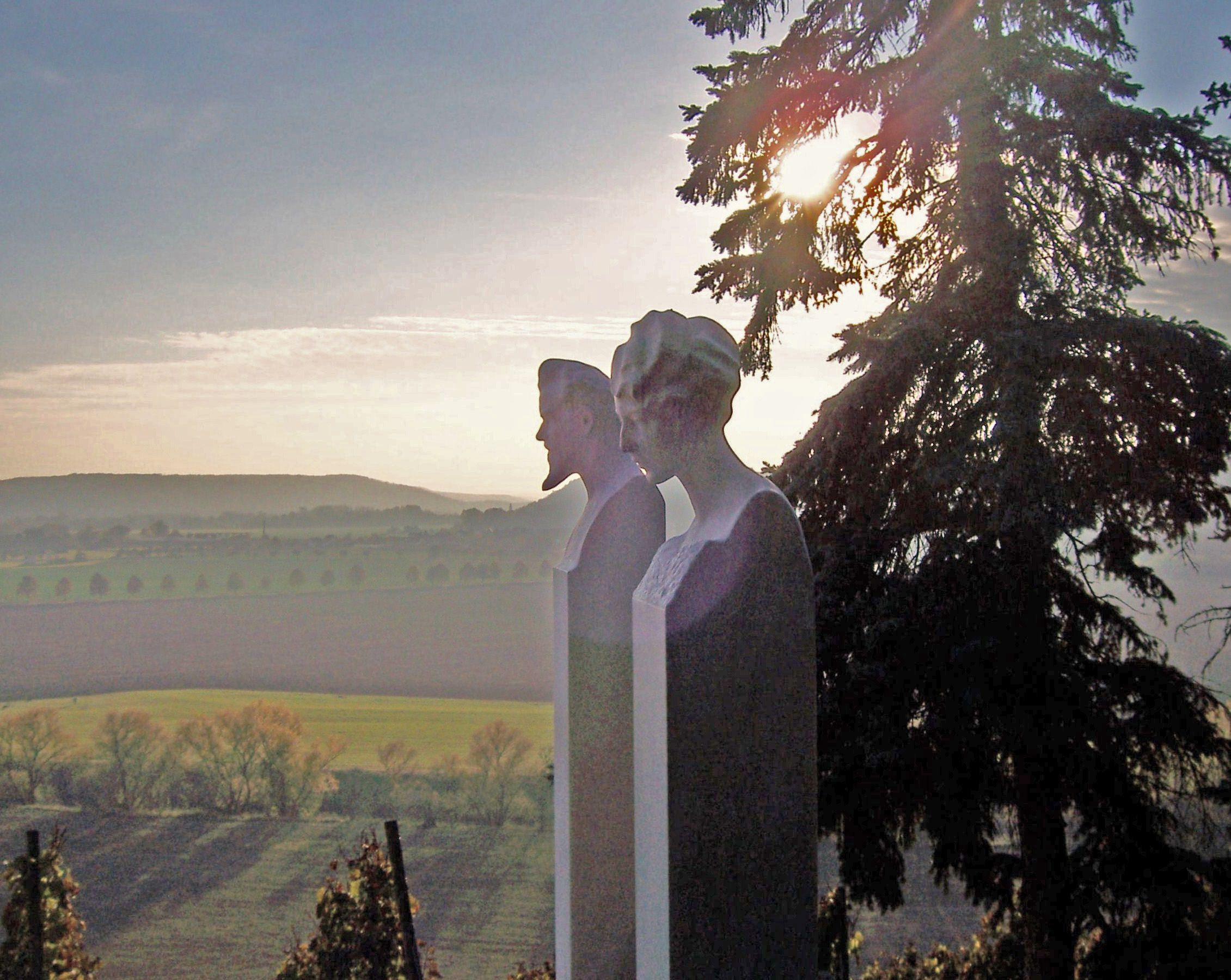
Marmorhermen am Max-Klinger-Haus in Großjena

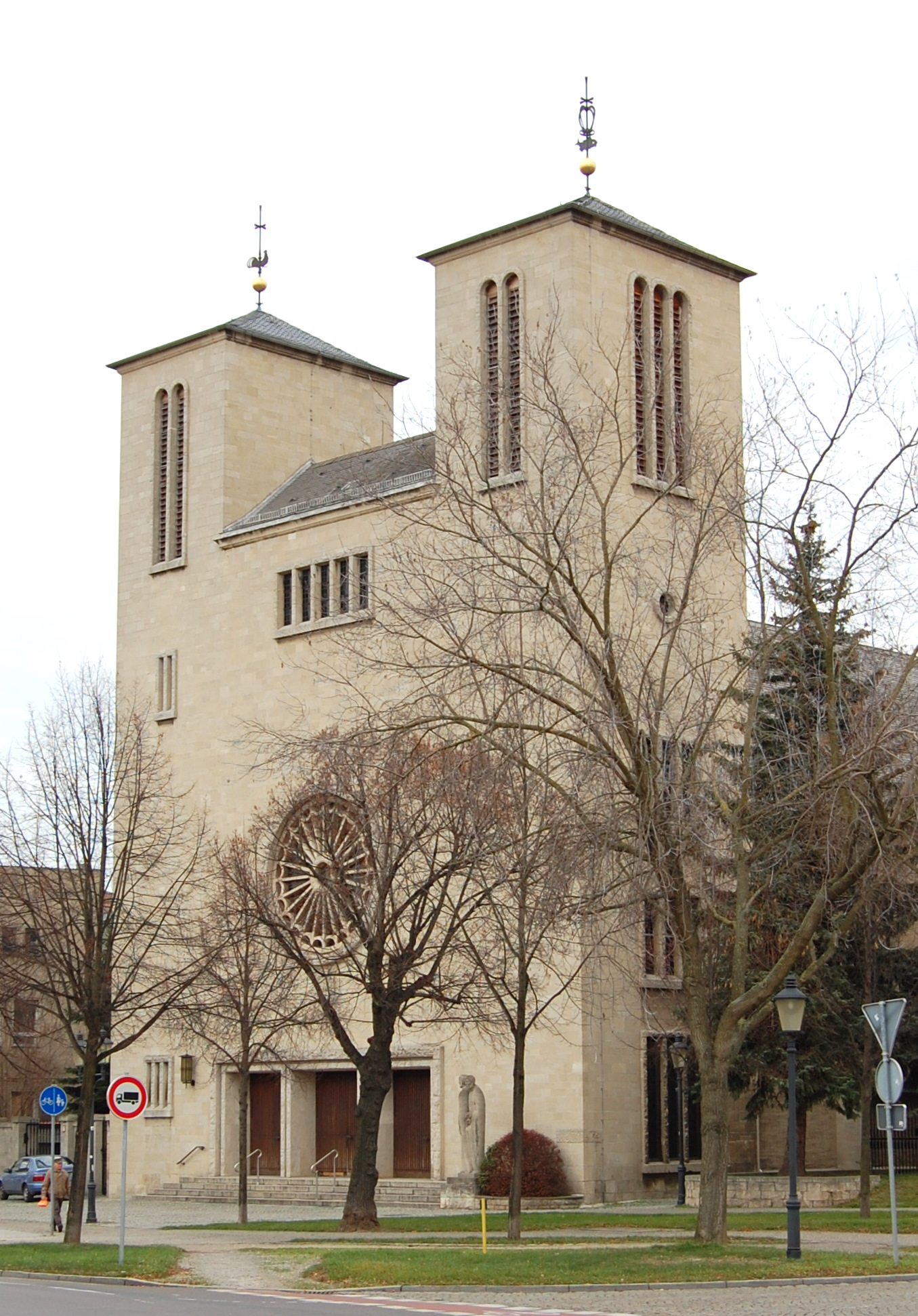
Katholische Kirche

#### Stadtkirche St. Wenzel
Außer dem Dom stellt die spätgotische Stadtkirche St. Wenzel mit ihrem hohen Uhrenturm eine Dominante in der Stadtsilhouette von Naumburg dar. Die dreischiffige Hallenkirche steht am Topfmarkt unmittelbar südlich des Marktplatzes und entstand zwischen 1417 und 1523. Ihr Inneres wurde 1724 umgestaltet. In der Kirche befindet sich die Hildebrandt-Orgel; sie wurde von Johann Sebastian Bach und Gottfried Silbermann abgenommen. Nach Beschädigung im Zweiten Weltkrieg wurde sie zuletzt wieder restauriert.

#### Renaissance-Rathaus
Auf der Westseite des Marktplatzes steht das Renaissance-Rathaus der Stadt Naumburg. Dieses wurde von 1517 bis 1528 errichtet und ist bis heute der Sitz der Stadtverwaltung.

#### Stadtbefestigung

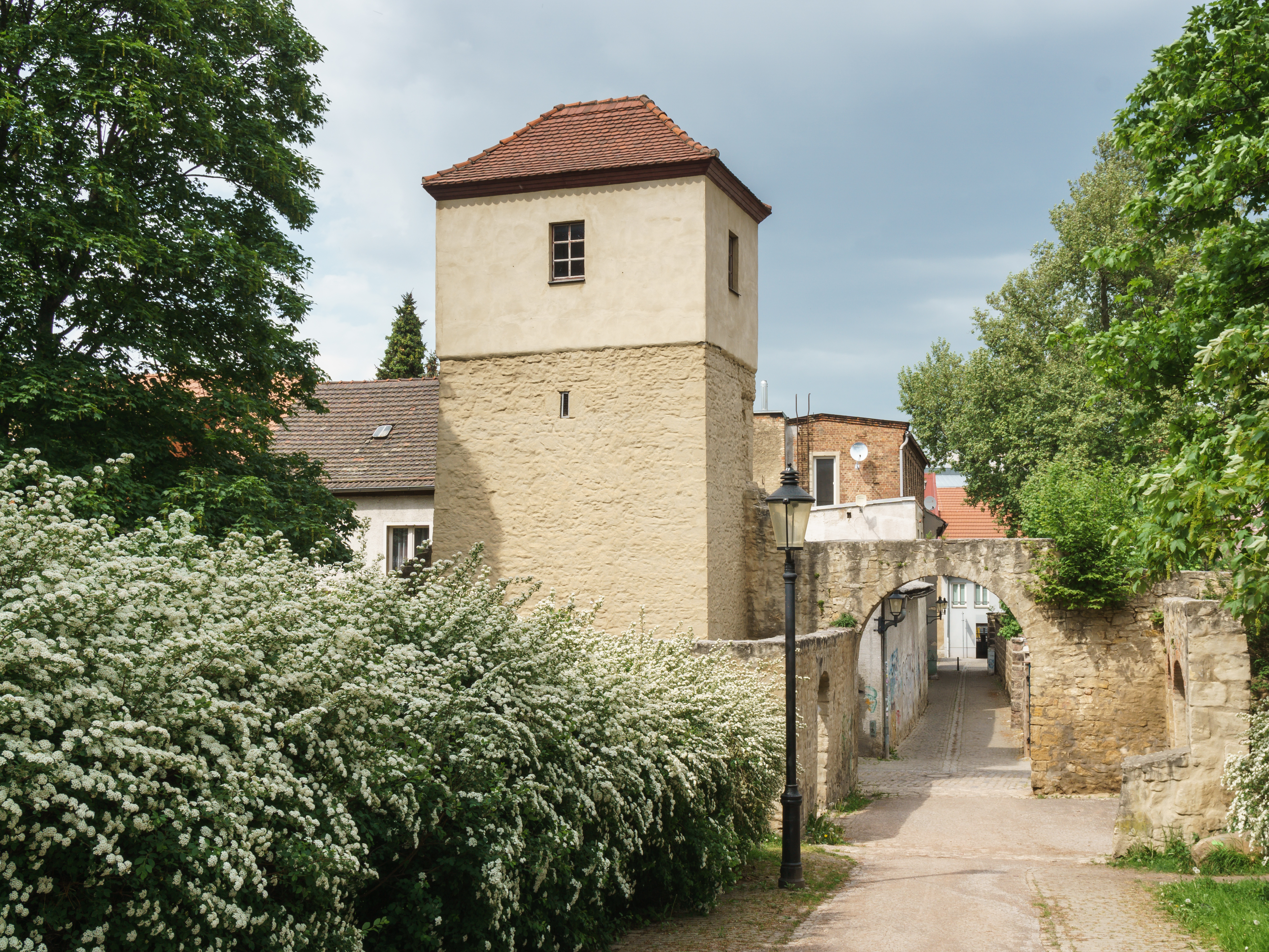
Mauerturm mit Wenzelsmauer

Rund um die Altstadt befinden sich Reste der mittelalterlichen Stadtbefestigung, bestehend aus Stadtgraben und Stadtmauer. Erhalten blieb ein im 15. Jahrhundert errichteter Turm, der später zur Wasserkunst umgebaut wurde. An der ehemaligen Trennung von Rats- und Domstadt wurde die ehemalige Stadtbefestigung durch eine Allee, den heutigen Lindenring, überbaut. Von den ehemals fünf Stadttoren ist jedoch nur noch eines erhalten geblieben, das Marientor. In den letzten fünfhundert Jahren wurden die anderen Tore, dazu gehörten das Viehtor, das Salztor, das Jakobstor und das Herrentor, abgebrochen. Am Salztor erinnern heute die im Stile des Klassizismus von Friedrich Erdmann Schmid erbauten Salztorhäuschen an den Standort des ehemaligen Stadttores. Unweit hiervon befinden sich die 1962 eingeweihte katholische Sankt-Peter-und-Paul-Kirche und die Othmarskirche, deren erste urkundliche Erwähnung auf das Jahr 1259 zurückgeht und von 1691 bis 1699 das heutige Aussehen erlangte.

#### Sonstiges
In den Nebenstraßen der Altstadt befinden sich charakteristische Bürgerhäuser mit Renaissance-Giebeln.
Ein Baudenkmal der jüngeren Vergangenheit ist die ehemalige preußische Kadettenanstalt an der Bad Kösener Straße, genannt „die Kadette“. Der weitläufige Backsteinkomplex besteht aus dem zentralen Hauptgebäude und zwei Seitenflügeln im Stil der Neorenaissance. Die Anstalt wurde 1920 in eine Staatliche Bildungseinrichtung und 1933 in eine Nationalpolitische Erziehungsanstalt (NPEA) umgewandelt. Von 1949 bis 1955 befand sich in dem Komplex eine Offiziersschule der Kasernierten Volkspolizei und von 1956 bis 1960 die Kadettenschule der Nationalen Volksarmee (NVA), danach eine Lehranstalt für Offiziere der NVA, aus der 1976 das Institut für Fremdsprachenausbildung der NVA hervorging. Heute ist ihn ihm eine Außenstelle des Bundessprachenamts der Bundeswehr und eine Bundeswehrfachschule untergebracht.
Die Reichskrone als ehemaliges Hotel, Versammlungshaus, Theater und Kino harrt noch der Wiedererweckung.
Weiterhin von Bedeutung als Baudenkmal und weithin sichtbar ist das Oberlandesgericht Naumburg, ein repräsentativer Bau des Neobarock, erbaut an der Stelle der früheren Burg der Markgrafen von Meißen zwischen 1914 und 1917.

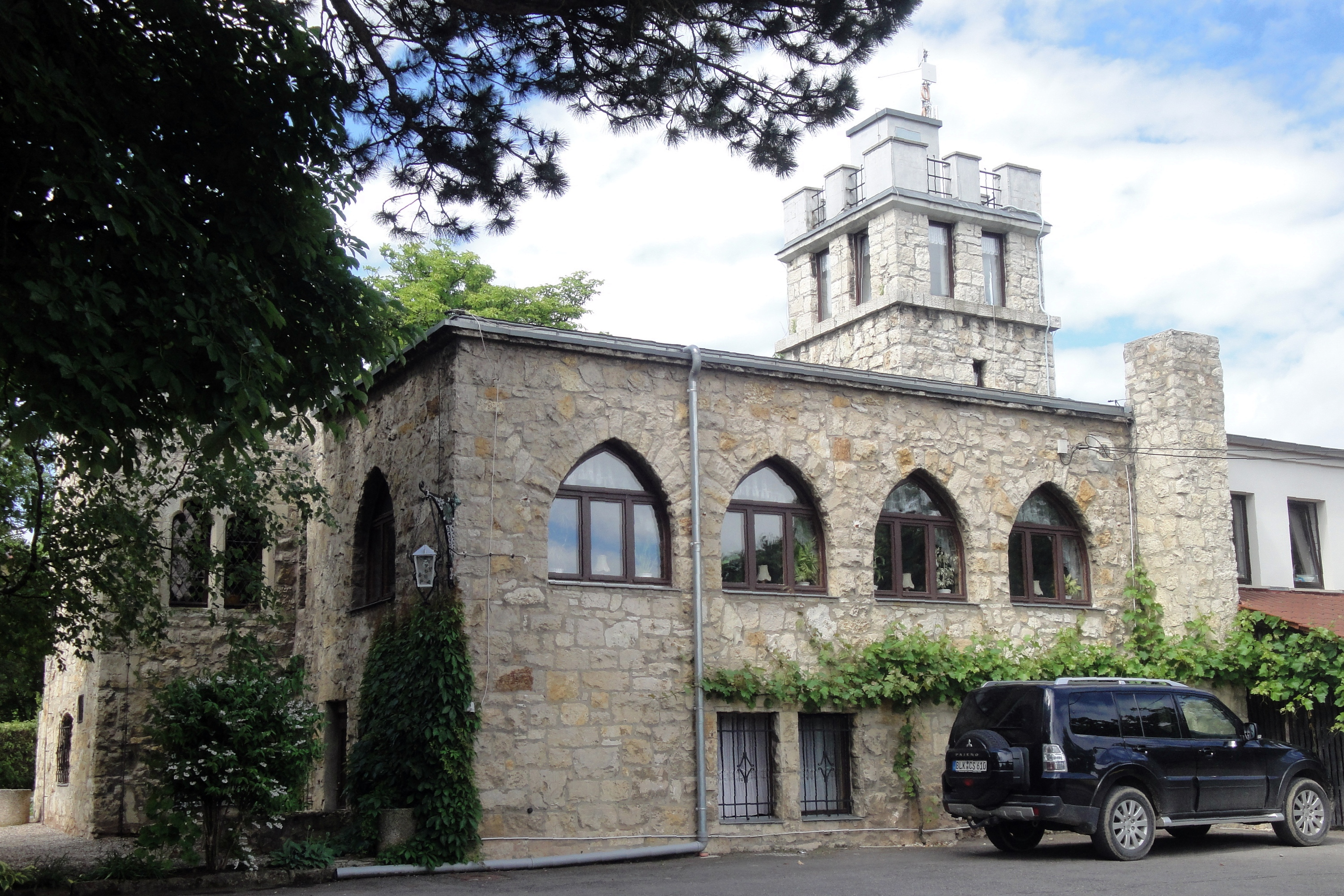
Bismarckturm

Südwestlich des Stadtteils Almrich steht auf dem Burgscheidel ein Bismarckturm. Dieser 14 m hohe Aussichtsturm wurde 1902 aus Kalkbruchsteinen errichtet und bald durch eine Ausflugsgaststätte ergänzt. Nachdem er 1945 in Burgscheidelturm umbenannt wurde, erhielt er nach der Wende 1991 wieder den früheren Namen Bismarckturm. 1992 erfolgte eine Sanierung des Turms, der nun als Ergänzung zum benachbarten Hotel eine Hochzeitssuite, die sogenannte Bismarck-Suite erhielt.
Im Jahre 1879 wurde die weit sichtbare Holländermühle errichtet. Es beherrscht weithin das Stadtbild auf dem südlichen Saaleufer.

### Gedenkstätten

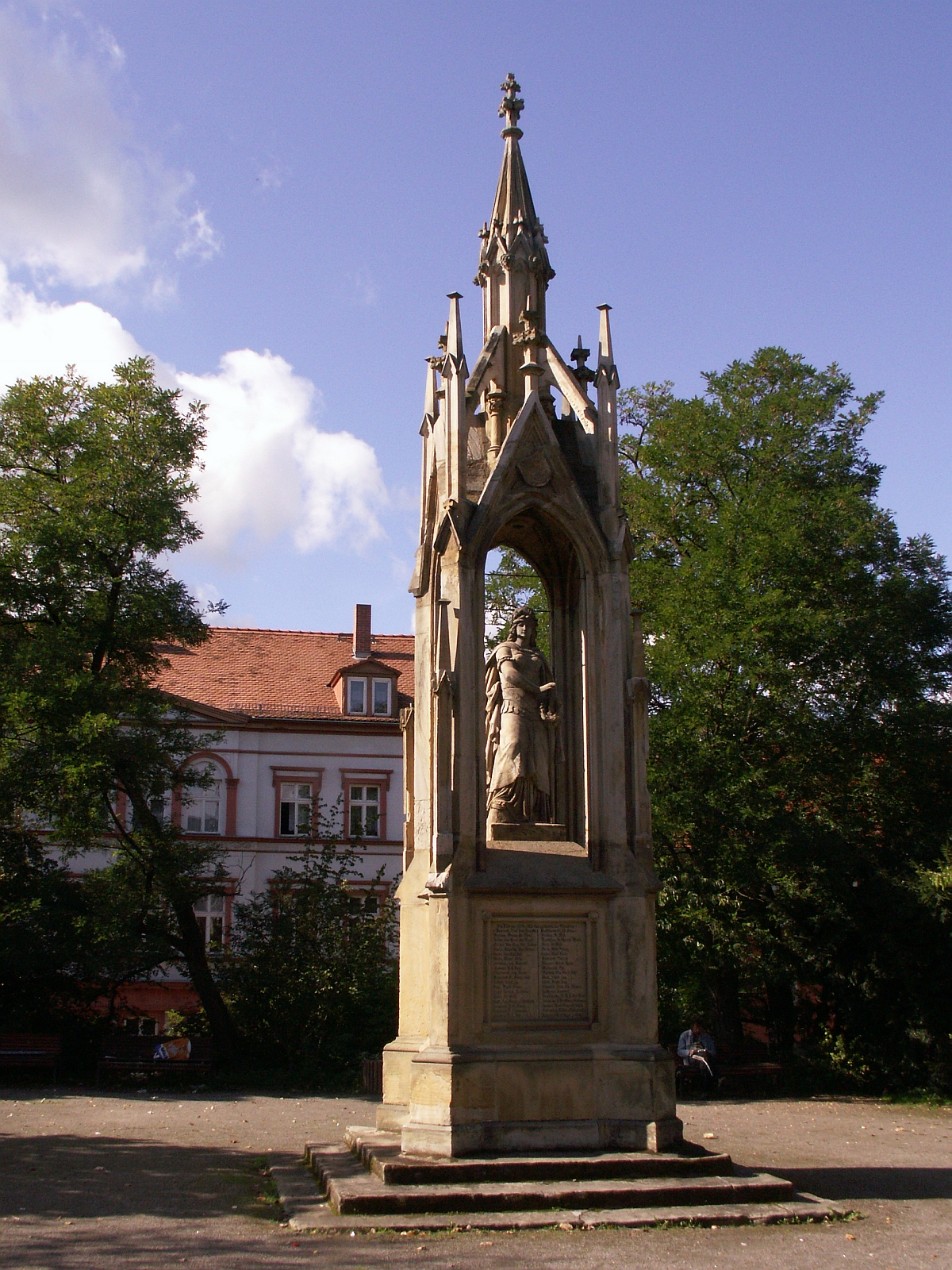
Kriegerdenkmal für die Gefallenen der Einigungskriege auf dem Kramerplatz

- Mahn- und Gedenkstätte am Stadtpark. Ehemals im Park der Opfer des Faschismus. Gestaltet 1963 von den Künstlern Gerhard Lichtenfeld und Martin Wetzel, für die Zeitabschnitte Weimarer Republik, Zeit des Nationalsozialismus und Aufbauzeit nach dem Krieg. Der Block der NS-Zeit trug die Namen von elf Opfern der Nazidiktatur. Im Rahmen der Umgestaltung des Stadtparkes wurden die Betonblöcke entfernt und die Bronzetafeln an der Außenmauer des Parkes angebracht.
- Gedenkstätte am Salztor für die Opfer des Faschismus, mit einem Relief des KPD-Vorsitzenden Ernst Thälmann
- Gedenkstein im Richard-Locker-Stadion für den kommunistischen Kraftsportler Richard Locker, der während des Zweiten Weltkrieges zum Strafbataillon 999 gepresst wurde und dabei sein Leben verlor
- Grabstätten im Ehrenhain auf dem Städtischen Friedhof an der Weißenfelser Straße für 23 namentlich bekannte polnische Frauen, zwölf polnische Männer sowie zwei sowjetische Männer, die während des Zweiten Weltkrieges nach Deutschland verschleppt und Opfer von Zwangsarbeit wurden
- Kriegerdenkmal für die Gefallenen der Einigungskriege auf dem Kramerplatz
- Kriegerdenkmal für die im Ersten Weltkrieg gefallenen Angehörigen des Magdeburgischen Jäger-Bataillons Nr. 4 an der Bergstraße / Ecke Spechsart. Stadtbaurat Friedrich Hoßfeld entwarf das Denkmal, das am 1. Juli 1923 feierlich enthüllt und eingeweiht wurde.

### Sport
Naumburg richtet jährlich Sporttage aus, an denen internationale Gehwettkämpfe stattfinden. Auch die Weltmeisterschaft und mehrere Weltcups im Gehen wurden bereits in Naumburg ausgetragen. 
Naumburg selbst besitzt mehrere große erfolgreiche Sportvereine. Im Fußball sind dies hauptsächlich der Naumburger SV 05 (Verbandsliga) sowie der Naumburger Ballspiel-Club 1920 e. V. (Landesliga). Seit 2017 gibt es die neue Fusion unter den Namen SC Naumburg.
Im Handball ist Naumburg mit dem HC Burgenland in der Mitteldeutschen Oberliga vertreten und im Volleyball ist Blau-Weiß Naumburg (Landesliga) erfolgreich. 
Zu einem sportlichen Höhepunkt gehören in Naumburg auch die jährlich mehrfach stattfindenden Skater-Nächte (Nachtskaten), in denen auf Inline-Skates durch das Stadtgebiet und im Umland gefahren wird. Naumburg besitzt ein Stadion (Richard-Locker-Stadion) mit einem Rasen- und einem Hartplatz sowie mehrere Rasensportplätze (Krumme Hufe, Hallescher Anger, Birkenwäldchen, Moritzwiesen). In den Ortsteilen gibt es weitere Rasensportplätze. Des Weiteren hat Naumburg einen Tennisplatz sowie zwei Mehrzweckhallen für Sportveranstaltungen, davon eine auf dem ehemaligen Gelände des Domgymnasiums Naumburg und eine im Jugend- & Sporthotel Euroville.

### Regelmäßige Veranstaltungen (Auswahl)

#### Naumburger Hussiten-Kirschfest

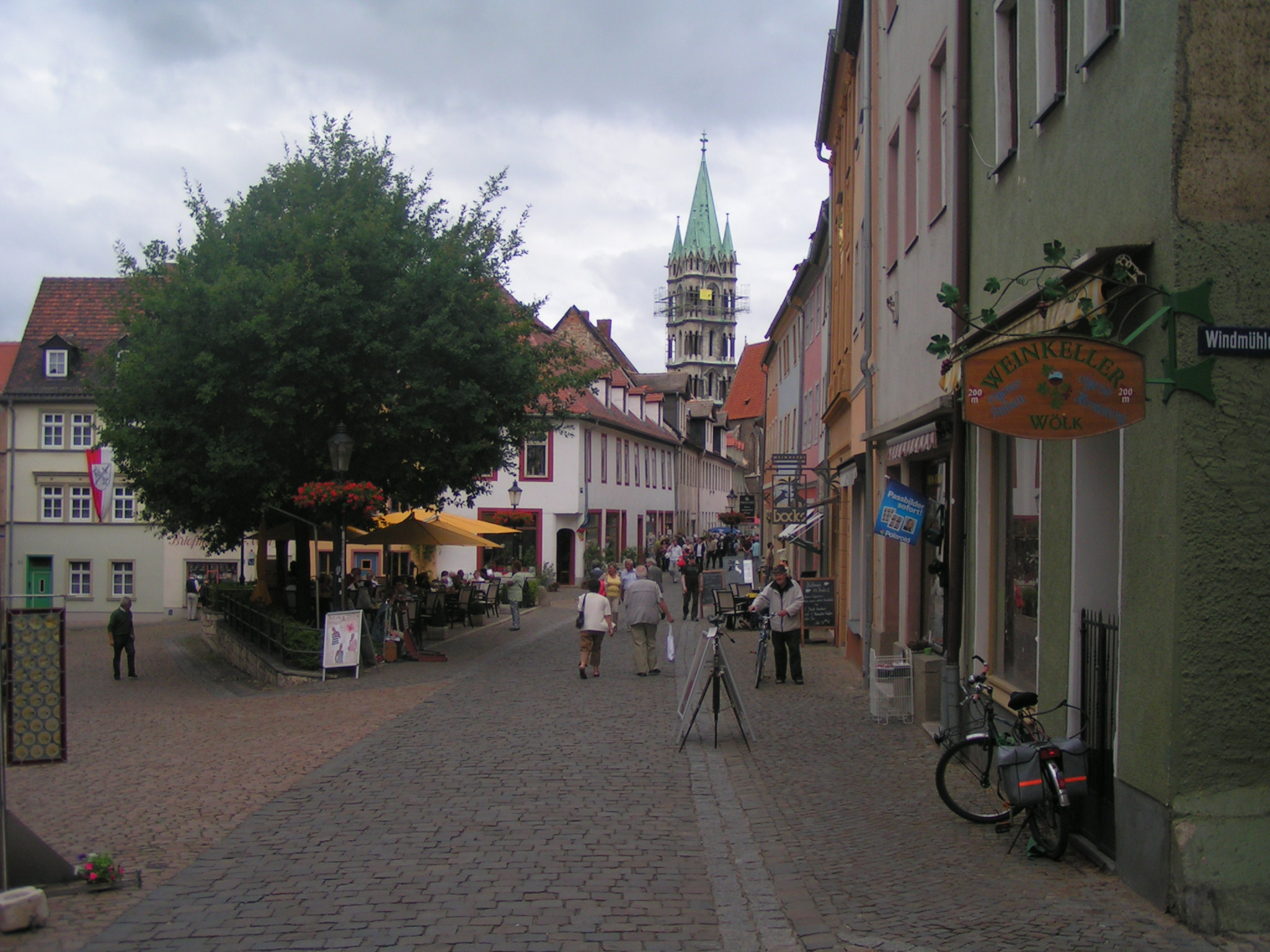
Altstadt von Naumburg

Jährlich am letzten Juni-Wochenende, zur Zeit der Süßkirschenernte feiert die Stadt Naumburg das Hussiten-Kirschfest. Es umfasst eine Festwiese, genannt die Vogelwiese, mit 15 von Vereinen bewirtschafteten Festzelten, das Hussiten-Lager mit mittelalterlichem Markttreiben, Musik und Schaukampf, einem großen Festumzug, das Weindörfchen sowie zahllose Attraktionen an verschiedenen Plätzen der Stadt.
Das Fest hat eine lange Tradition. Bereits im 16. Jahrhundert finden sich in Ratsrechnungen Ausgaben für ein Schulfest. Seit dem 17. Jahrhundert wird das Fest mit einer sagenhaften Belagerung Naumburgs durch die Hussiten im Jahre 1432 in Verbindung gebracht. Ein Lehrer sei mit Kindern – mit weißen Büßerhemdchen bekleidet – vor die Tore der belagerten Stadt gezogen, um beim Hussiten-Feldherrn Andreas Prokop um Gnade zu bitten. Dieser habe das Gesuch erhört und den Kindern sogar Kirschen geschenkt.
Diese Sage bildet heute den Kern des Volksfestes, bei dem seit einigen Jahren mit einer szenischen Darstellung der Ereignisse gedacht wird.
Einen weiteren Höhepunkt stellt die Peter-Pauls-Messe am Sonntag dar. Naumburg konkurrierte als Messestadt einst mit Leipzig. Wie früher präsentieren bei dieser Messe traditionelle Handwerker ihr Können und ihre Waren in Naumburg.

#### Naumburger Taubenmarkt

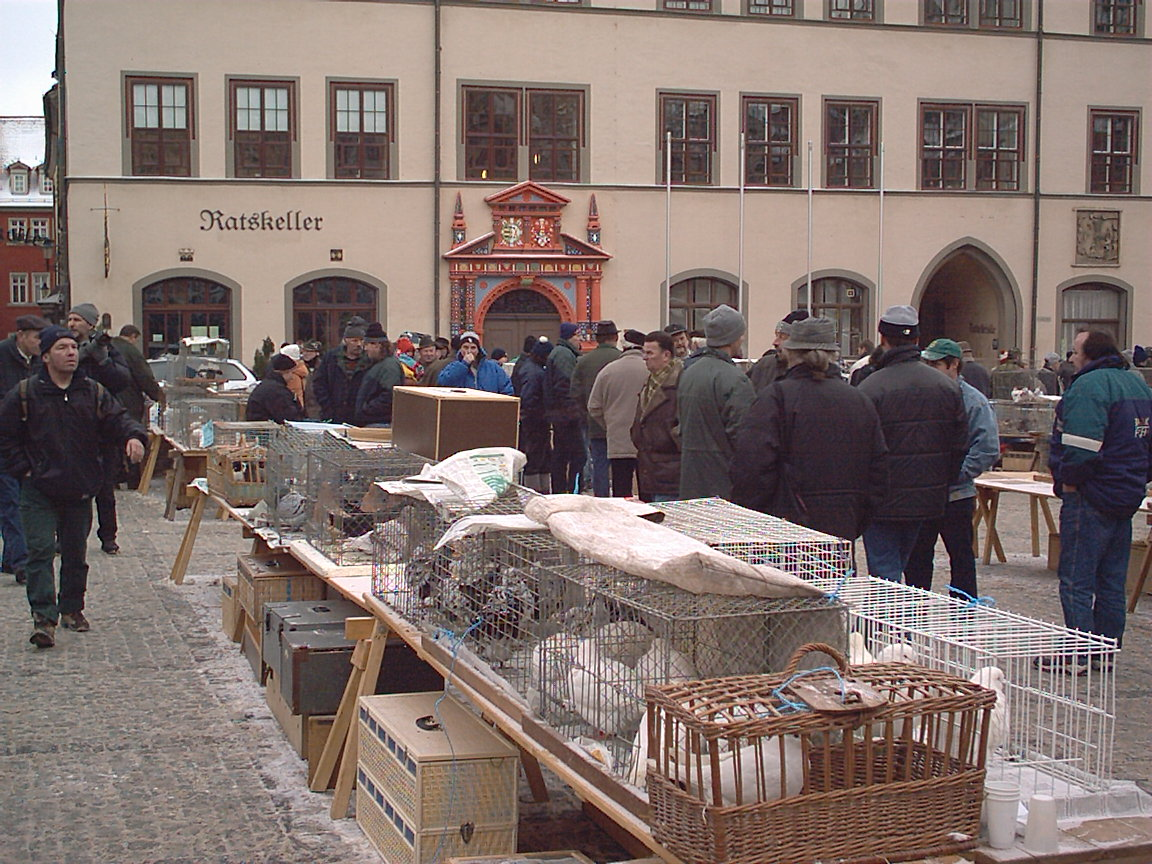
Taubenmarkt

Jährlich findet im Januar und im Februar an jedem zweiten Wochenende samstags der traditionelle Taubenmarkt statt, zu dem Taubenzüchter und Händler aus ganz Deutschland und teilweise aus den benachbarten Ländern anreisen.

#### Weinfeste
Naumburg liegt im nördlichsten Weinanbaugebiet Deutschlands – Saale-Unstrut. In der Stadt und im Umfeld gibt es zahlreiche Winzer. Jährlich finden mehrere Weinfeste statt.
- Naumburger Weinwoche (letztes Februarwochenende) – mit Weinmesse und Jungweinprobe
- Saale-Weinmeile (Pfingsten)
- Wein- & Hoffest Winzerhof Gussek Naumburg (Mitte Juni) – inmitten von Reben, mit Grafiken und Kunstwerken
- Weinfest Naumburg (letztes Wochenende im August)

#### Weitere Veranstaltungen
- Naumburger Straßentheatertage (alle zwei Jahre im Mai)
- Naumburger Blumenmarkt (1. Mai)
- Naumburger Weinbergrennen
- Jazz & Dixieland im Blütengrund (jedes Jahr zu Christi Himmelfahrt und am Pfingstwochenende)[37]
- Hildebrandt-Tage (September, Oktober) St. Wenzel Kirche

Regelmäßige Veranstaltungen in Bad Kösen finden sich im entsprechenden Artikel.
- Straßenbahnfest der Naumburger Straßenbahn GmbH (der 3. Samstag vom September)

## Wirtschaft und Infrastruktur

### Wirtschaft
Naumburg besitzt mehrere kleinere und größere ausgewiesene Gewerbegebiete. Innerstädtisch befinden sich die Gewerbegebiete Franz-Julius-Höltz-Straße sowie Steinkreuzweg. Gleich jenseits der Stadtgrenze befindet sich an der Bundesstraße 180 das Gewerbegebiet Schönburg. Zudem befindet sich im Ortsteil Flemmingen ein weiteres Gewerbegebiet.

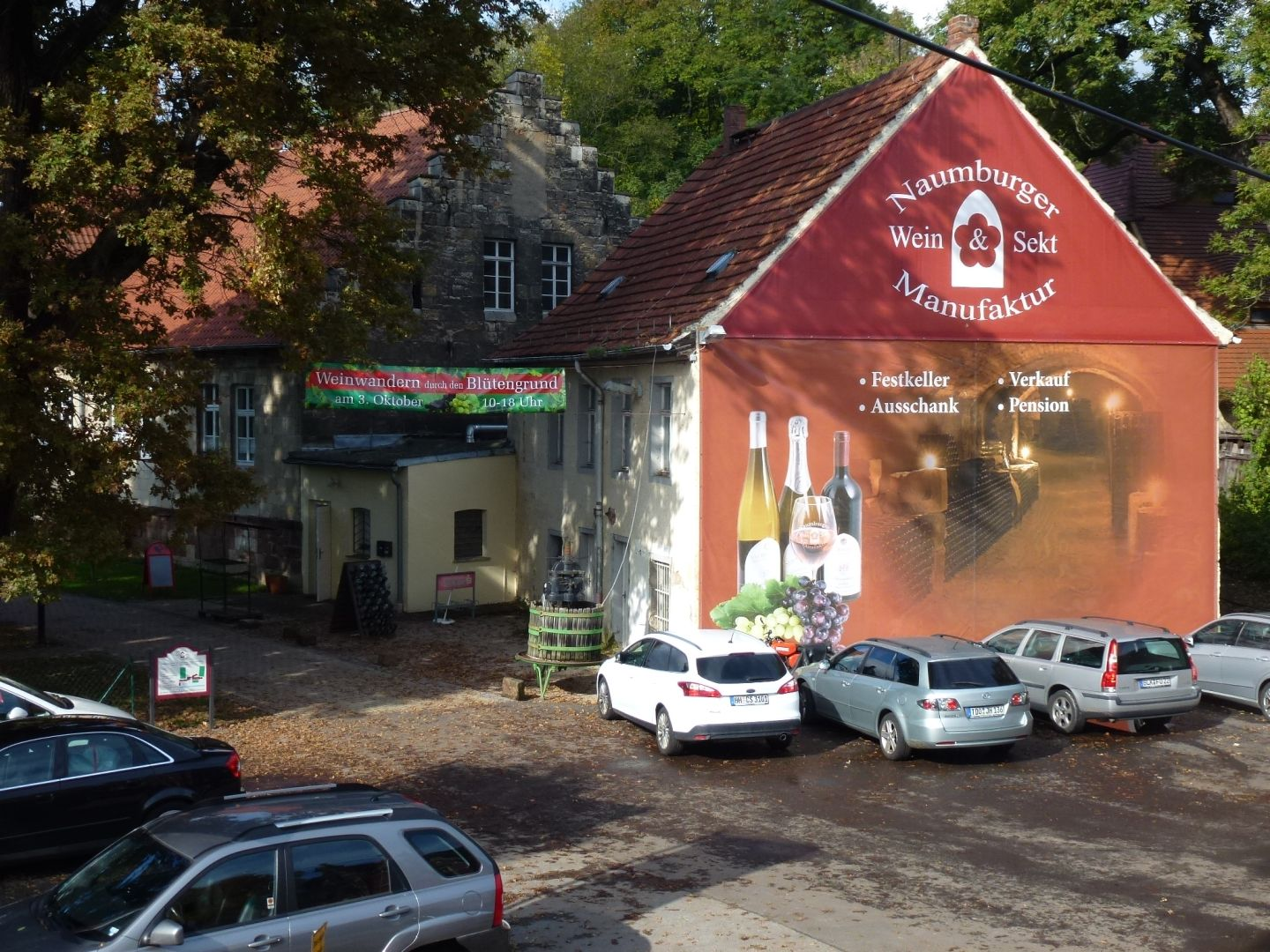
Wein- und Sektmanufaktur

Ansässige produzierende Unternehmen sind z. B. die Glasmalerei Wilhelm Franke und der Maschinenhersteller Gehring Naumburg GmbH & Co. KG. Im Ortsteil Bad Kösen produziert seit 1912 die Kösener Spielzeug Manufaktur.

### Öffentliche Einrichtungen

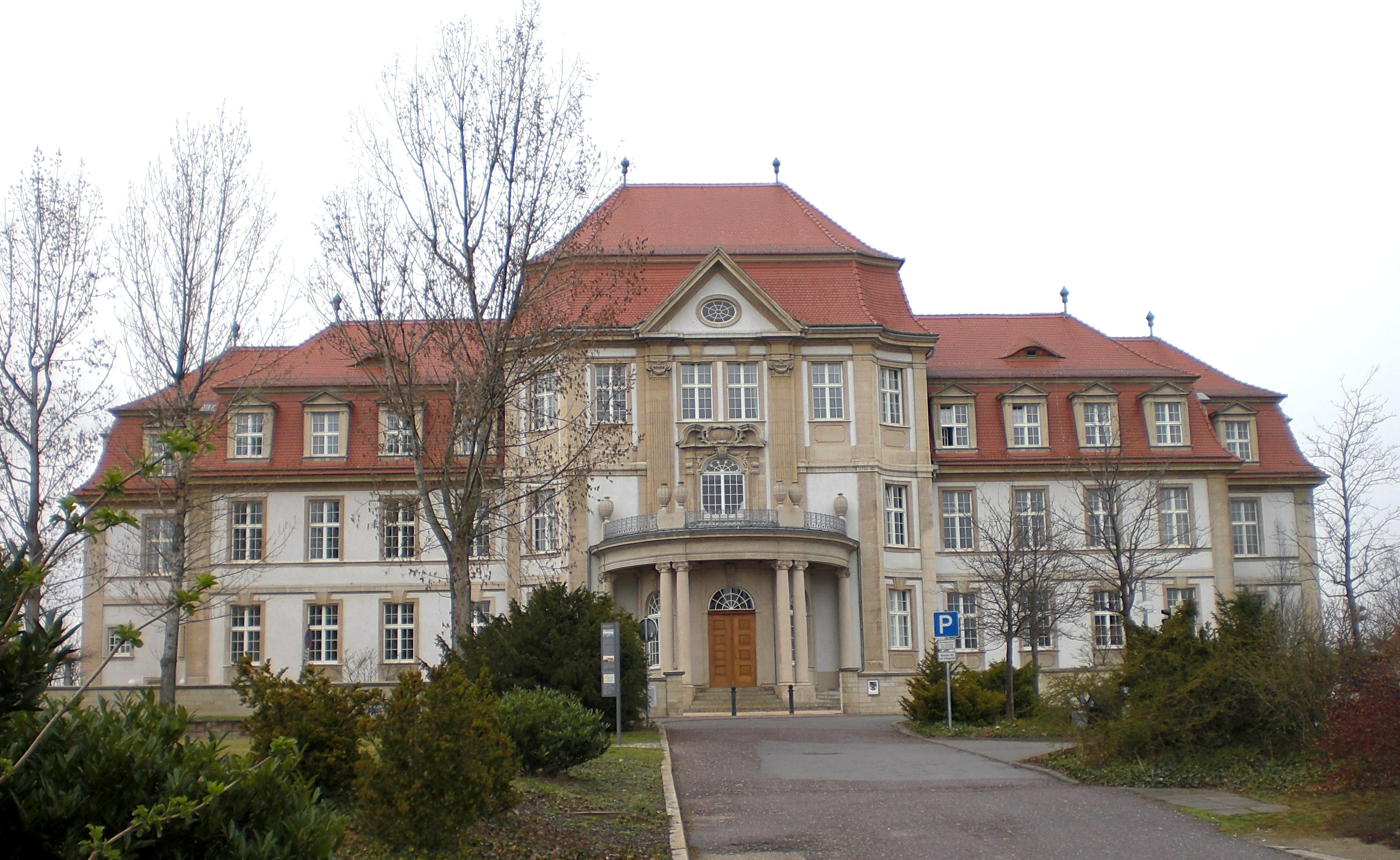
Oberlandesgericht

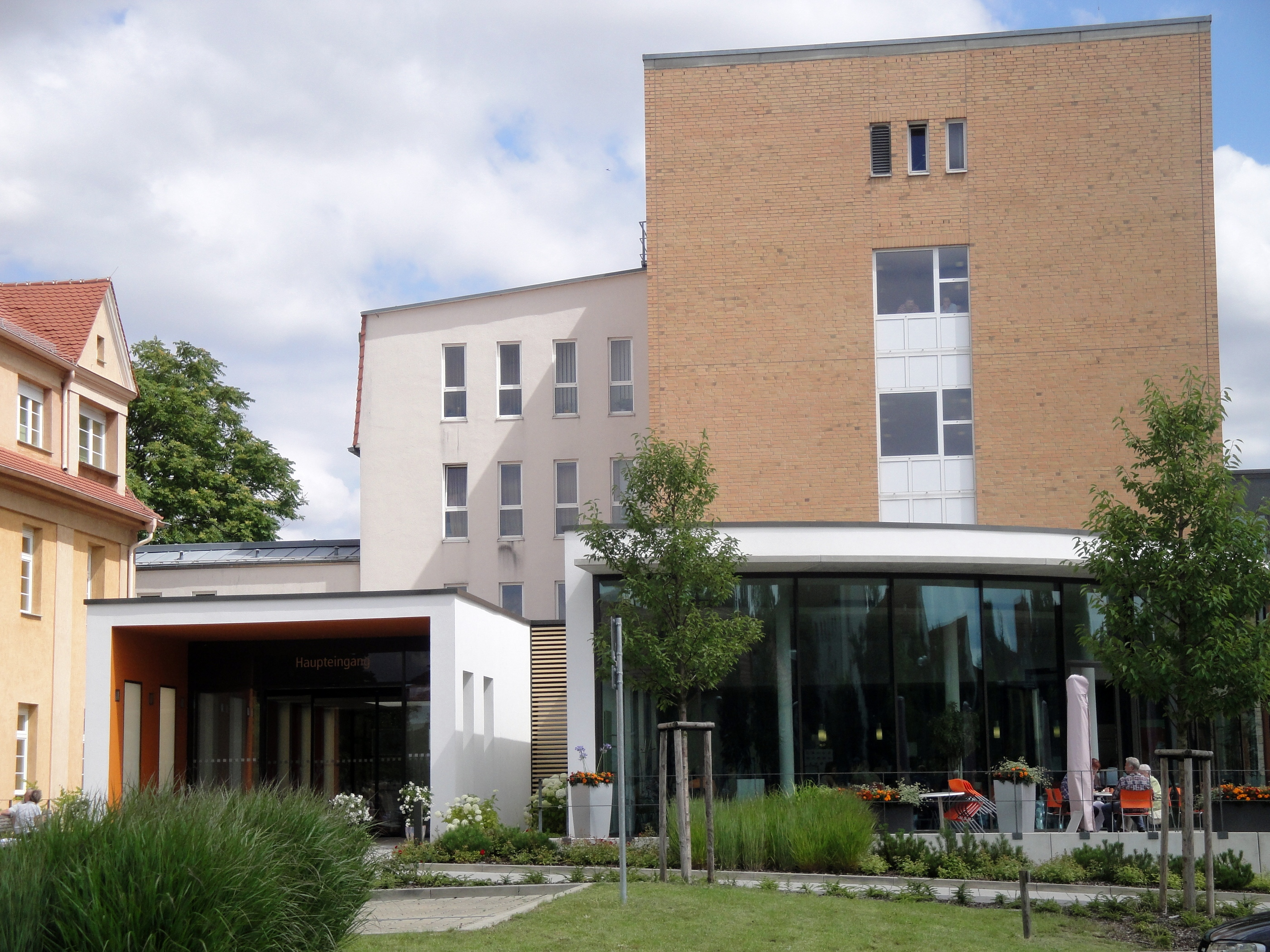
Saale-Unstrut Klinikum

Naumburg ist als alte Anwalts- und Beamtenstadt bis heute der Sitz der folgenden juristischen Einrichtungen sowie weiteren Behörden.
Juristische Einrichtungen
- Sitz des Oberlandesgerichts Naumburg (seit 1816)
- Sitz der Generalstaatsanwaltschaft Sachsen-Anhalt
- Sitz des Amtsgerichts Naumburg mit Landwirtschaftsgericht und auswärtiger Strafvollstreckungskammer des Landgerichts Halle
- Zweigstelle der Staatsanwaltschaft Halle (Saale)

Weitere Behörden
- Außenstelle des Bundessprachenamts
- Bundeswehrfachschule
- Sitz der Kreisverwaltung des Burgenlandkreis
- Sitz der Mobilfunkinfrastrukturgesellschaft des Bundesministerium für Digitales und Verkehr.

Bis zum 31. Dezember 2008 war die Stadt auch Sitz eines Arbeitsgerichts.
Die Justizvollzugsanstalt Naumburg, zuletzt eine Außenstelle der JVA Volkstedt, wurde am 30. September 2012 geschlossen.
Am 1. April 2020 übernahm der SRH-Konzern die Trägerschaft der insolventen Klinikum Burgenlandkreis GmbH.

### Bildung

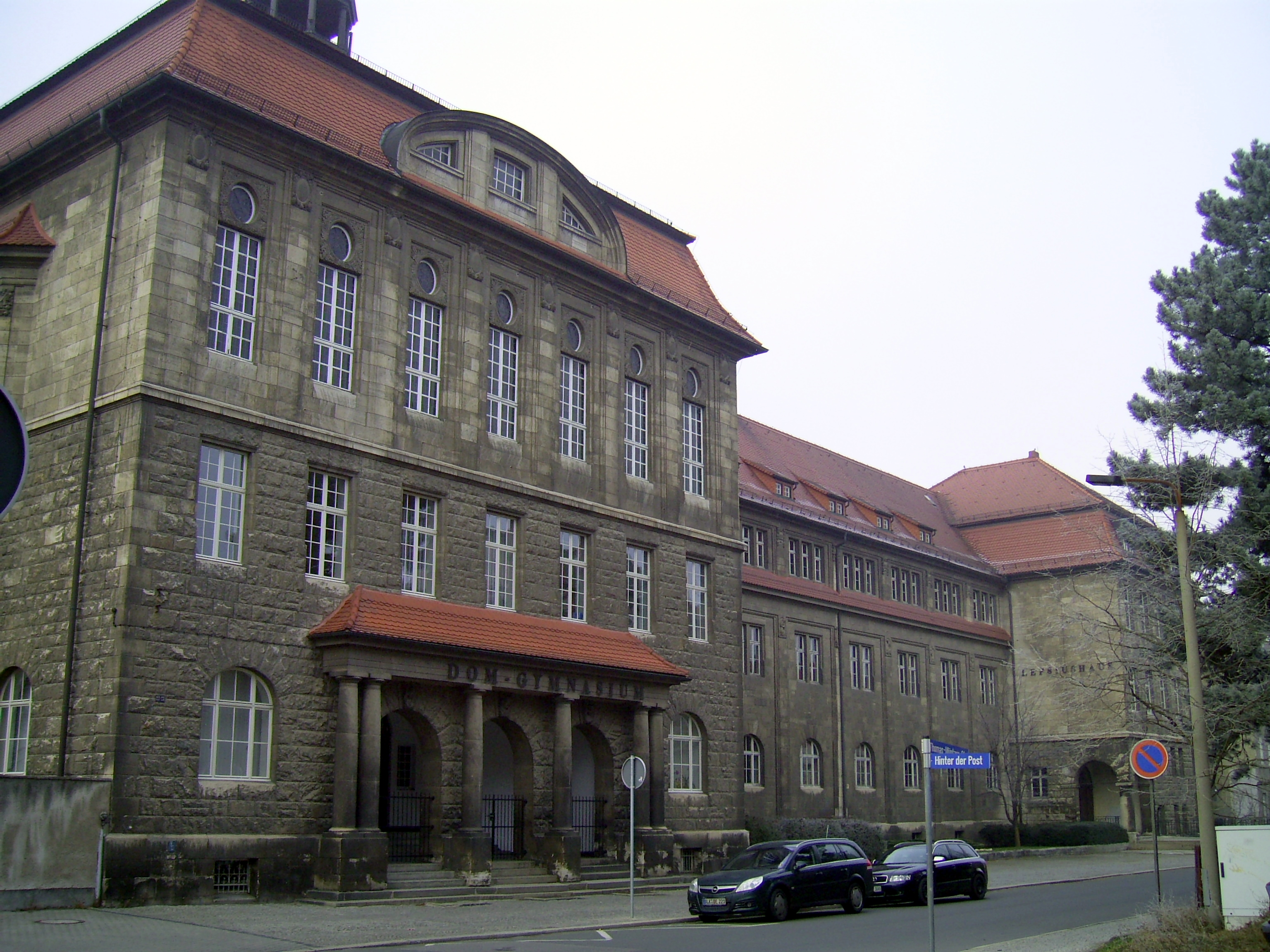
Domgymnasium

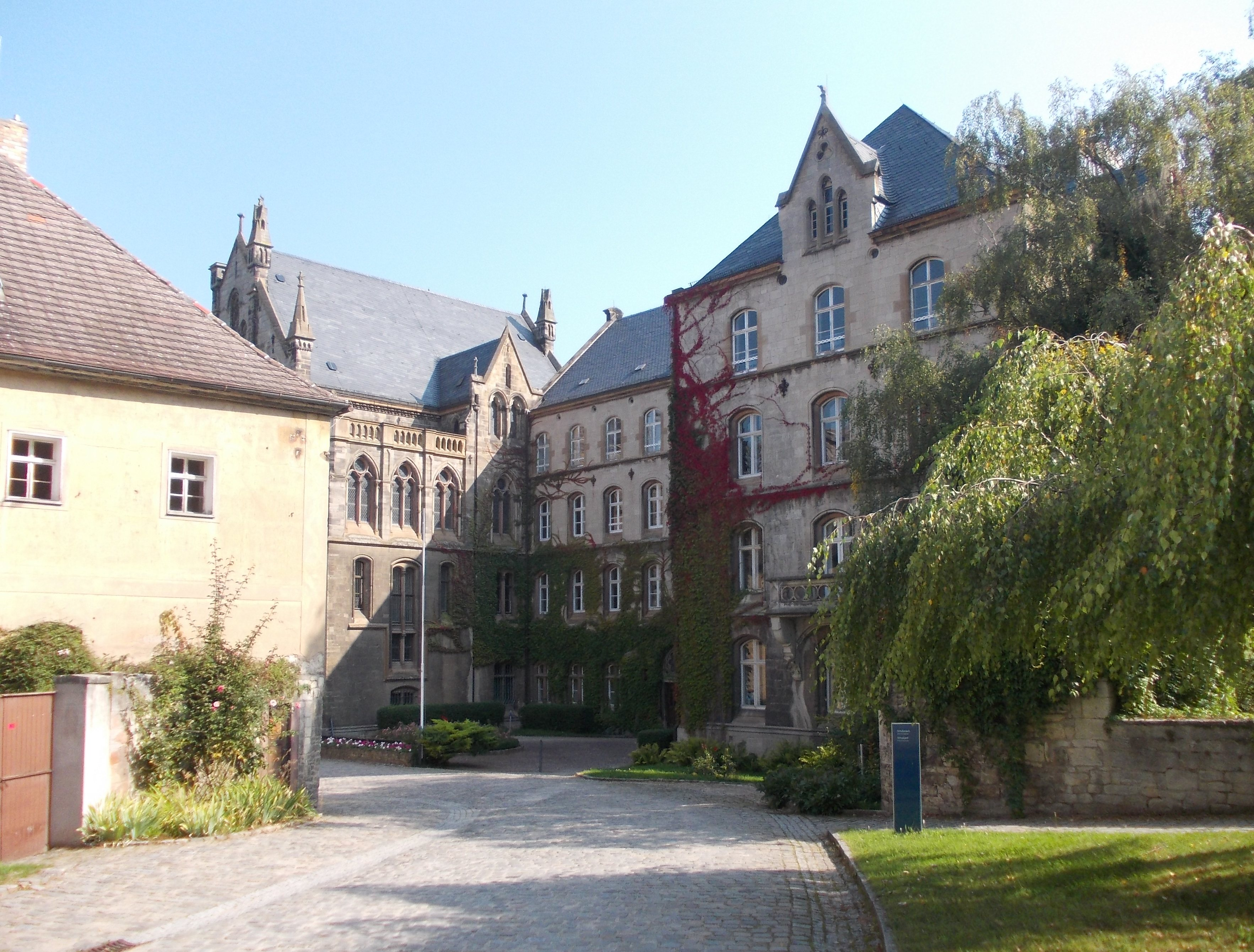
Landesschule Pforta

Es gab in Naumburg zwei Gymnasien, das Domgymnasium sowie das Lepsiusgymnasium. Nach der Fusion beider Gymnasien und dem Rückzug vom Schulstandort Seminarstraße im Jahr 2007 existiert das Gymnasium heute als Domgymnasium in den Gebäuden des ehemaligen Lepsiusgymnasiums. Seit der Eingemeindung Bad Kösens befindet sich im Bereich der Stadt mit der Landesschule Pforta wieder ein zweites Gymnasium.
Naumburg besitzt zudem vier Grundschulen, die Georgenschule, die Albert-Schweitzer-Grundschule, die Salztorschule sowie die Uta-Schule. Im Ortsteil Kleinjena befindet sich die Max-Klinger-Grundschule und im Ortsteil Bad Kösen die Bergschule. Daneben gibt es zwei Sekundarschulen, die Alexander-von-Humboldt-Schule sowie die Albert-Schweitzer-Sekundarschule. Die Sekundarschulen Jan-Hus-Schule und Juri-Gagarin-Schule wurden wegen Schülermangel geschlossen. Im Gebäude der Jan-Hus-Schule ist heute die Freie Schule im Burgenland untergebracht, eine Sekundarschule in freier Trägerschaft. Unmittelbar am Dom befindet sich seit 2007 die Domschule St. Martin, eine reformpädagogische evangelische Grundschule mit musikalischem und sprachlichem Profil. Im Ortsteil Bad Kösen findet sich mit der Borlachschule eine weitere Realschule.
In Naumburg gibt es drei Berufsschulen, eine staatliche und zwei private. Neben den Berufsbildenden Schulen in der Seilergasse übernehmen die CELOOK sowie die Medizinische Berufs-Akademie (MBA) Teile der Erstausbildung und die Weiterbildung. Am Markt befindet sich zudem eine Außenstelle der Deutschen Angestellten-Akademie. Zwischen 1948 und 1993 gab es in Naumburg eine Kirchliche Hochschule, das Katechetische Oberseminar, an der Theologie, Philosophie, Religionspädagogik und zeitweise Kirchenrecht gelehrt wurden. Zugleich gab es ein kirchliches Gymnasium (Proseminar). Hier konnten Schüler, denen während der SED-Herrschaft an staatlichen Schulen das Abitur verweigert wurde, in drei Jahren ein kirchliches Abitur nachholen.
Naumburg war Standort einer Königlich-preußischen Kadettenanstalt und somit Teil des preußischen Kadettenkorps. Im Dritten Reich war der Gebäudekomplex in der Kösener Straße eine Nationalpolitische Erziehungsanstalt. Von 1956 bis 1961 nutzte war dort die Kadettenschule der NVA. Während dieser Zeit war unter anderem der Schriftsteller Thomas Brasch dort Schüler. Die letzten Kadettenschüler wurden im Jahre 1961 dort zum Abitur geführt.
Die NVA nutzte die Schule weiter als Vorstudienfakultät zur Vorbereitung auf ein Hochschulstudium an der Militärakademie „Friedrich Engels“ sowie als Institut für Sprachausbildung. Seit 1990 ist die ehemalige Kadettenschule Außenstelle des Bundessprachenamts und seit 1992 Bundeswehrfachschule. Der Volksmund bezeichnet dieses inzwischen denkmalgeschützte Areal bis heute als Die Kadette.

### Verkehr

#### Straßenverkehr
Naumburg liegt am Knotenpunkt von drei Bundesstraßen. Die B 87 führt von Apolda nach Leipzig, die B 88 nach Jena und die B 180 von Querfurt nach Zeitz. Naumburg ist zudem über die Anschlussstelle Naumburg (21a) der Autobahn A 9 erreichbar, die durch die Bundesstraße 180 mit der Stadt verbunden ist.
Aktuell führen die wichtigsten Verkehrsstraßen radial zum Südrand des Altstadtrings von Naumburg, wo es aufgrund des gestiegenen Verkehrsaufkommens häufig zu Staus kommt. Der Bund plant daher seit vielen Jahren den Bau dreier Ortsumfahrungen, um die Innenstadtbereiche zu entlasten. Im Zuge der Bundesstraße 87 sind die Ortsumfahrung Naumburg im Süden sowie die sich westlich anschließende Ortsumfahrung Bad Kösen mit einer zwischen Saaleck und Großheringen das Saaletal überspannenden Brücke geplant und aktuell in Bau. Im Osten ist die Verlegung der Bundesstraße 180 auf eine Neubautrasse östlich an Naumburg vorbei, östlich der Henne bis zur bereits bestehenden Ortsumfahrung Freyburg (Unstrut) geplant. Am weitesten fortgeschritten ist die Ortsumfahrung Bad Kösen, für die seit 2017 archäologische Erkundungen laufen und deren Bau 2025 abgeschlossen sein soll.

#### Regionalverkehr

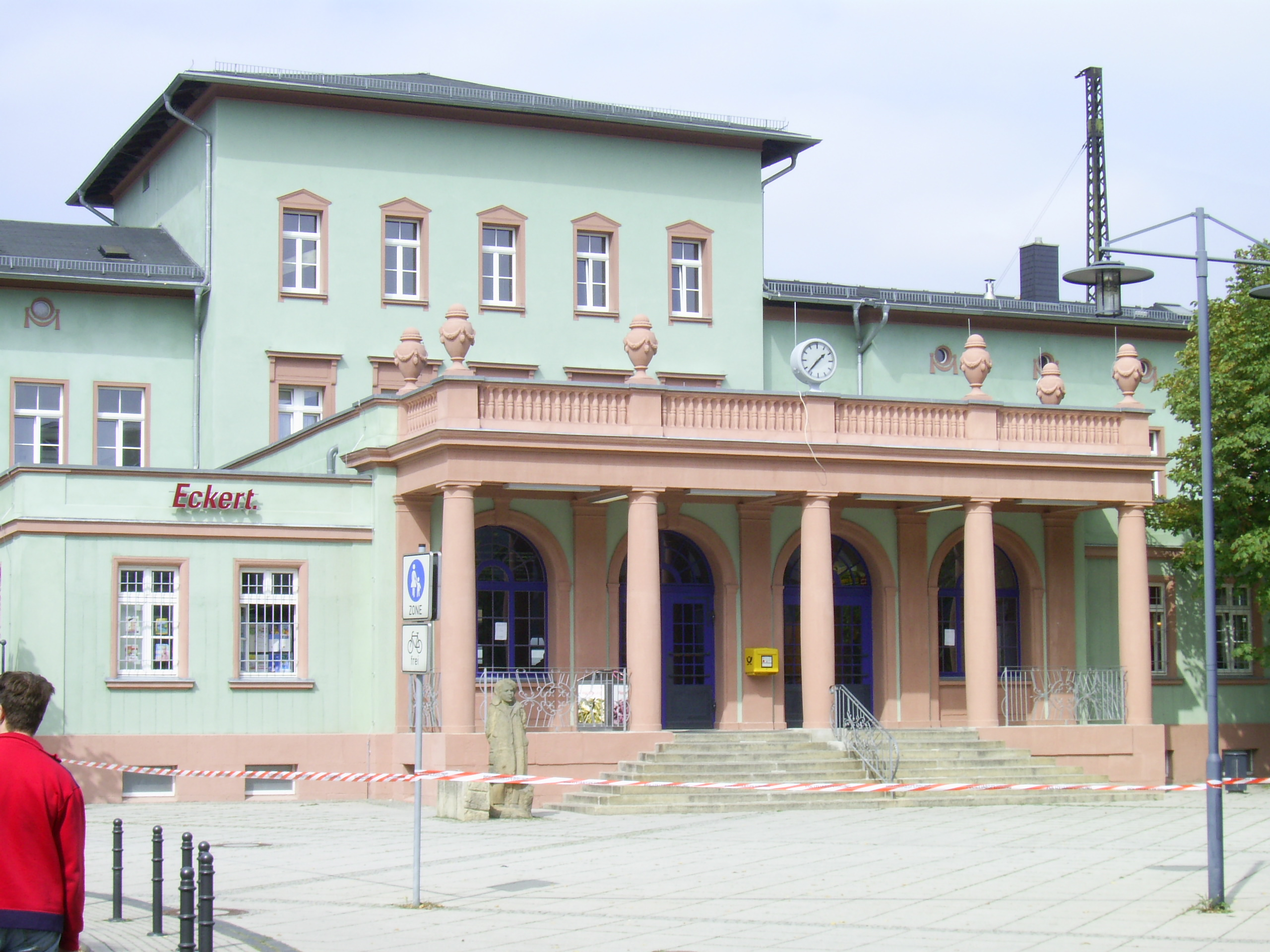
Naumburger Hauptbahnhof

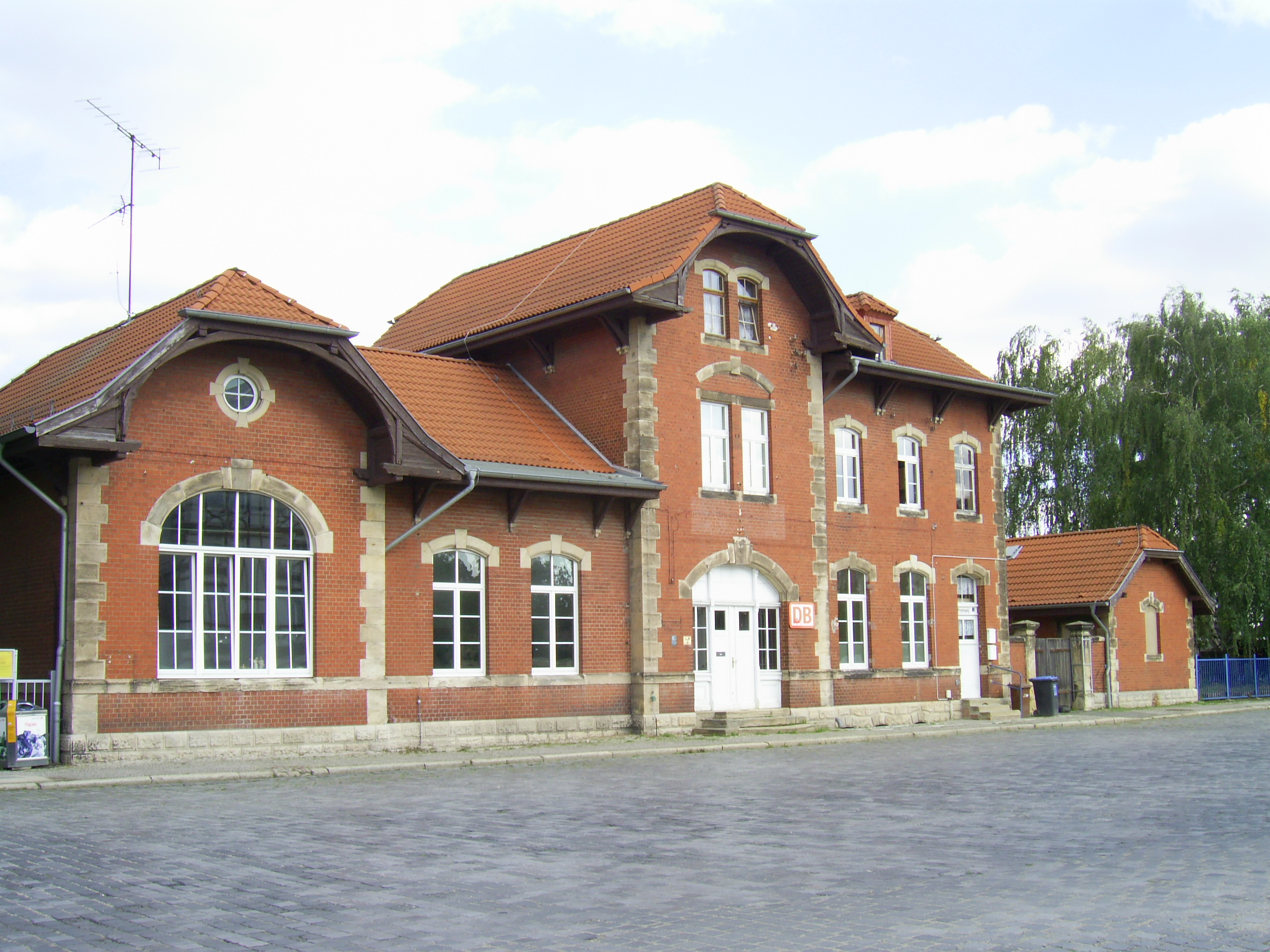
Naumburger Ostbahnhof

Der Bahnhof Naumburg (Saale) Hbf liegt an einer der meistbefahrenen Bahnstrecken Deutschlands, der 1846 eröffneten Thüringer Bahn. Er wurde auf Grund des ICE-Haltes in den Jahren 2002 bis 2006 grundlegend ausgebaut und am 6. September 2006 wiedereröffnet.
Naumburg liegt außerdem am Beginn der Unstrutbahn nach Artern und der Bahnstrecke Naumburg–Teuchern nach Zeitz. An der Naumburg-Teucherner Bahn verfügt Naumburg seit 1900 über einen zweiten Bahnhof, den Ostbahnhof. Der Bahnverkehr zwischen Naumburg Ost und Teuchern wurde zwischenzeitlich jedoch eingestellt. Auf der Unstrutbahn verkehren im Stundentakt Regionalbahnen nach Wangen.
Neben den Regionalbahnlinien Halle–Eisenach und Naumburg–Saalfeld, die stündlich bzw. zweistündlich verkehrten, war Naumburg bis zur Eröffnung der Schnellfahrstrecke Nürnberg–Erfurt im Dezember 2017 auch Halt der ICE-Züge auf der Strecke Hamburg–Berlin–München und bis zur Fertigstellung der Neubaustrecke Erfurt–Leipzig/Halle Halt einzelner Züge auf der Strecke Frankfurt am Main–Leipzig–Dresden. Seitdem halten IC-Züge in Naumburg, hauptsächlich der IC zwischen Köln und Stralsund/Binz über Kassel, Erfurt, Halle (Saale) und Berlin. Seit Dezember 2023 verkehren fünf IC-Zugpaare Leipzig–Karlsruhe im Zweistundentakt.
In diesem Zusammenhang wurde das Angebot an Nahverkehrsverbindungen nahezu verdreifacht. Neben den stündlich verkehrenden Regionalbahnlinien Halle–Saalfeld und Leipzig–Eisenach verkehren schnelle Regionalexpresslinien stündlich nach Erfurt und Halle sowie zweistündlich nach Jena und Leipzig. Die Nahverkehrslinien werden von Abellio Rail Mitteldeutschland und Regionalverkehre Start Deutschland betrieben.

#### Straßenbahn- und Busverkehr

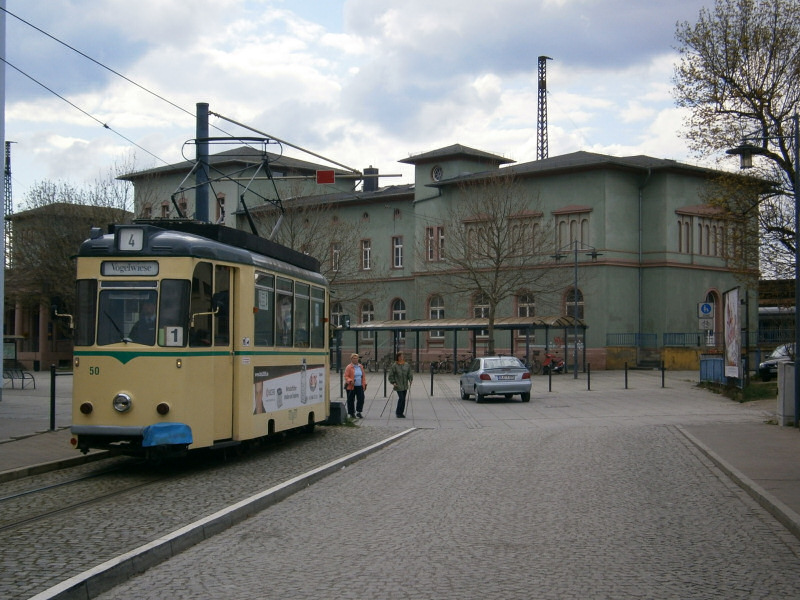
Straßenbahn an der alten Haltestelle Hauptbahnhof

Naumburg liegt im Einzugsgebiet der PVG Burgenlandkreis mbH und damit des Mitteldeutschen Verkehrsverbunds. Des Weiteren hat Naumburg ein Stadtbussystem, das auf drei Linien wichtige Knotenpunkte der Stadt im halbstündlichen (am Wochenende stündlichen) Takt bedient. Zentraler Haltepunkt im Innenstadtgebiet ist der City-Bus-Stopp Hallesche Straße, der ehemalige Zentrale Omnibusbahnhof. Der heutige Busbahnhof befindet sich am Rande der Stadt am Hauptbahnhof.
Die Straßenbahn Naumburg war 1991 eingestellt worden. Seit 2007 verkehrt wieder die Linie 4 im Halbstundentakt zwischen Hauptbahnhof und Salztor auf einem etwa 2,9 km langen Teil der ehemaligen Ringstrecke.
Dies ist der kleinste täglich verkehrende Straßenbahnbetrieb Deutschlands.

#### Schiffsverkehr

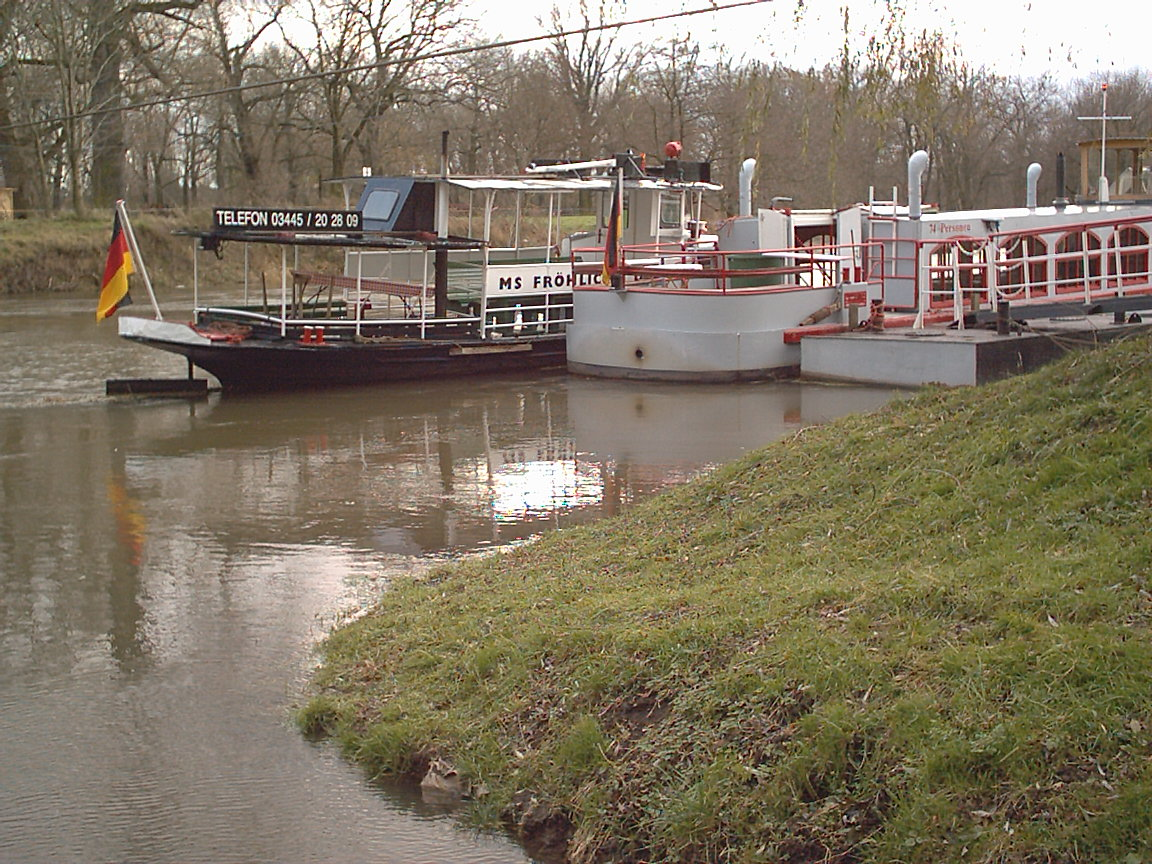
Ausflugsdampfer Fröhliche Dörte

Aufgrund der Lage Naumburgs an Saale und Unstrut, beides Gewässer 1. Ordnung des Landes Sachsen-Anhalt, ist die Grundlage für eine Schiffbarkeit gegeben. Eine wirtschaftliche Nutzung des Wasserweges besteht heute nicht mehr, beide Flüsse werden touristisch genutzt. Auf dem Unterlauf der Unstrut verkehrten bis 2016 von Karsdorf bis zur Mündung im Naumburger Blütengrund drei Personenschiffe, die 1888 erbaute MS Fröhliche Dörte, die 1908 erbaute MS Unstrutnixe und das 1969 erbaute MS Reblaus.
Vom Stadtzentrum des Naumburger Ortsteils Bad Kösen aus verkehren zwischen April und Oktober mehrmals täglich die Fahrgastschiffe Bad Kösen und Rudelsburg zur Anlegestelle am Fuße der Rudelsburg.

### Medien
Regionales Pressemedium ist das Naumburger Tageblatt, das täglich von Montag bis Samstag erscheint und zur Mitteldeutschen Zeitung gehört. Wöchentlich erscheinen die kostenlosen redaktionellen Anzeigenblätter Wochenspiegel und Super Sonntag. Das offizielle Naumburger Amtsblatt ist „Der Domspatz“, der einmal monatlich erscheint und an alle Haushalte kostenlos verteilt wird.
Von 1999 bis 2004 gab es zudem in Naumburg ein eigenes lokales nichtkommerzielles Bürgerradio, das Freie Radio Naumburg, das durch einen Verein getragen wurde. Bis 2005 war Naumburg an das Netz des regionalen TV-Senders „Welle Süd Fernsehen“ angeschlossen, der jedoch wegen Insolvenz seinen Sendebetrieb einstellen musste und heute auf der Frequenz nur noch eine Diashow mit Fotos aus dem Burgenlandkreis sendet.
Seit Dezember 2008 gibt es im Burgenlandkreis auch ein regionales Fernsehen. Der Sender BLK-regionalTV mit Sitz in Hohenmölsen berichtet in einer wöchentlichen Sendung über das Geschehen im Landkreis. Mittlerweile ist das Programm in vielen Kabelnetzen zu empfangen, außerdem können die Sendungen auch online abgerufen werden.
Auf den Anhöhen südlich der Stadt befindet sich der Funkturm Naumburg/Steinkreuzweg, der Stadt und Umland mit analogen UKW-Rundfunkprogrammen versorgt:
| Frequenz (MHz) | Programm                | RDS PS            | RDS PI                | Regionalisierung | ERP (kW) | Antennen- diagramm rund (ND) / gerichtet (D) | Polarisation horizontal (H) / vertikal (V) |
| -------------- | ----------------------- | ----------------- | --------------------- | ---------------- | -------- | -------------------------------------------- | ------------------------------------------ |
| 92,3           | MDR Sachsen-Anhalt      | MDR_S-AN          | D5D1                  | Halle (Saale)    | 1,       | D (110–70°)                                  | H                                          |
| 93,1           | MDR Sputnik             | _SPUTNIK          | D3D4                  | –                | 00,5     | D (50–210, 260–320°)                         | H                                          |
| 95,1           | Radio SAW               | _S_A_W__ _S*A*W__ | D6D9 (regional), D3D9 | Halle (Saale)    | 00,5     | D (20–40, 90–110, 240–270°)                  | H                                          |
| 98,8           | Radio Brocken           | _BROCKEN          | D3D8                  | Halle (Saale)    | 10,0     | D (40–20°)                                   | H                                          |
| 99,6           | Rockland Sachsen-Anhalt | ROCKLAND          | D3DA                  | –                | 01,6     | D (310–350°)                                 | H                                          |

### Wassermanagement
Das Trinkwasser für Naumburg gewinnen die Technischen Werke Naumburg GmbH aus Uferfiltrat der Saale sowie dem darunterliegenden Grundwasser aus dem Buntsandstein. Es wird im Wasserwerk Panoramaweg aufbereitet, unter anderem belüftet, um Kohlensäure auszutreiben, mehrfach gefiltert (Mehrschicht- und Aktivkohlefilter) und durch Zusatz von Chlordioxid im Reinwasser desinfiziert. Anschließend gelangt das Wasser in das Leitungsnetz der Technischen Werke, wo insgesamt acht Hochbehälter mit einem Gesamtvolumen von ca. 13.300 m³ eingebaut sind, die Verbrauchsspitzen abdecken und auch der Druckerhaltung im Netz dienen.
Die Gesamthärte liegt mit 19,4 °dH im Härtebereich „hart“. Der Brutto-Verbrauchspreis beträgt 2,12 €/m³.
Die Abwasserentsorgung übernimmt der nach 1990 gegründete Abwasserzweckverband Naumburg. Im Stadtgebiet existiert ein 110 km langes Kanalnetz. Das Wasser wird in der zentralen Kläranlage  gereinigt. Sie wurde am 1. März 1996 in Betrieb genommen und hat eine Ausbaukapazität von 60.000 Einwohnerwerten. Die Anlage erreicht eine Reinigungsleistung von 95 %. Das gereinigte Abwasser (1,13 Mio. m³ pro Jahr) wird in die Saale eingeleitet.
Das bei der Faulung des Klärschlamms entstehende Klärgas (233.000 m³/a) wird in einem Blockheizkraftwerk zur Strom- und Wärmeerzeugung verwendet. So kann die Kläranlage inzwischen 23 % ihres Strom- und 90 % des Wärmebedarfs selbst decken.